# Liste des cantons français en Hauts-de-France depuis 2015
Cet article présente et répertorie la liste des 145 cantons de la région Hauts-de-France.

## Aisne (02) - 21 cantons
| Nom                  | Bureau centralisateur | Communes                       | Communes |
| -------------------- | --------------------- | ------------------------------ | --- |
| Bohain-en-Vermandois | Bohain-en-Vermandois  | 31                             | Aubencheul-aux-Bois, Beaurevoir, Becquigny, Bellenglise, Bellicourt, Bohain-en-Vermandois, Bony, Brancourt-le-Grand, Le Catelet, Croix-Fonsomme, Estrées, Étaves-et-Bocquiaux, Fontaine-Uterte, Fresnoy-le-Grand, Gouy, Hargicourt, Lehaucourt, Joncourt, Lempire, Levergies, Magny-la-Fosse, Montbrehain, Montigny-en-Arrouaise, Nauroy, Prémont, Ramicourt, Seboncourt, Sequehart, Serain, Vendhuile, Villeret. |
| Château-Thierry      | Château-Thierry       | 21                             | Belleau, Bézu-Saint-Germain, Blesmes, Bouresches, Brasles, Brécy, Château-Thierry, Chierry, Coincy, Épaux-Bézu, Épieds, Étampes-sur-Marne, Étrépilly, Fossoy, Gland, Grisolles, Mont-Saint-Père, Nesles-la-Montagne, Rocourt-Saint-Martin, Verdilly, Villeneuve-sur-Fère. |
| Chauny               | Chauny                | 21                             | Abbécourt, Amigny-Rouy, Autreville, Beaumont-en-Beine, Béthancourt-en-Vaux, Caillouël-Crépigny, Caumont, Chauny, Commenchon, Condren, Frières-Faillouël, Guivry, Marest-Dampcourt, Neuflieux, La Neuville-en-Beine, Ognes, Pierremande, Sinceny, Ugny-le-Gay, Villequier-Aumont, Viry-Noureuil. |
| Essômes-sur-Marne    | Essômes-sur-Marne     | 47                             | Azy-sur-Marne, Barzy-sur-Marne, Bézu-le-Guéry, Bonneil, Celles-lès-Condé, La Chapelle-sur-Chézy, Charly-sur-Marne, Chartèves, Chézy-sur-Marne, Condé-en-Brie, Connigis, Coupru, Courboin, Courtemont-Varennes, Crézancy, Crouttes-sur-Marne, Dhuys et Morin-en-Brie, Domptin, L'Épine-aux-Bois, Essises, Essômes-sur-Marne, Jaulgonne, Lucy-le-Bocage, Marigny-en-Orxois, Mézy-Moulins, Montfaucon, Monthurel, Montigny-lès-Condé, Montlevon, Montreuil-aux-Lions, Nogentel, Nogent-l'Artaud, Pargny-la-Dhuys, Passy-sur-Marne, Pavant, Reuilly-Sauvigny, Romeny-sur-Marne, Rozoy-Bellevalle, Saint-Eugène, Saulchery, Trélou-sur-Marne, Vallées en Champagne, Vendières, Veuilly-la-Poterie, Viels-Maisons, Viffort, Villiers-Saint-Denis. |
| Fère-en-Tardenois    | Fère-en-Tardenois     | 76                             | Aizy-Jouy, Allemant, Augy, Bazoches-et-Saint-Thibaut, Beuvardes, Blanzy-lès-Fismes, Braine, Braye, Brenelle, Bruyères-sur-Fère, Bruys, Bucy-le-Long, Celles-sur-Aisne, Cerseuil, Le Charmel, Chassemy, Chavignon, Chavonne, Chéry-Chartreuve, Chivres-Val, Cierges, Ciry-Salsogne, Clamecy, Condé-sur-Aisne, Coulonges-Cohan, Courcelles-sur-Vesle, Courmont, Couvrelles, Cys-la-Commune, Dhuizel, Dravegny, Fère-en-Tardenois, Fresnes-en-Tardenois, Goussancourt, Jouaignes, Laffaux, Lesges, Lhuys, Limé, Loupeigne, Mareuil-en-Dôle, Margival, Missy-sur-Aisne, Monampteuil, Mont-Notre-Dame, Mont-Saint-Martin, Nanteuil-la-Fosse, Nanteuil-Notre-Dame, Neuville-sur-Margival, Ostel, Paars, Pargny-et-Filain, Pont-Arcy, Presles-et-Boves, Quincy-sous-le-Mont, Ronchères, Saint-Mard, Sancy-les-Cheminots, Saponay, Les Septvallons, Sergy, Seringes-et-Nesles, Serval, Soupir, Terny-Sorny, Vailly-sur-Aisne, Vasseny, Vaudesson, Vauxtin, Vézilly, Viel-Arcy, Villers-Agron-Aiguizy, Villers-sur-Fère, Ville-Savoye, Vuillery. |
| Villeneuve-sur-Aisne | Villeneuve-sur-Aisne  | 76                             | Aguilcourt, Aizelles, Amifontaine, Aubigny-en-Laonnois, Beaurieux, Berrieux, Berry-au-Bac, Bertricourt, Boncourt, Bouconville-Vauclair, Bouffignereux, Bourg-et-Comin, Braye-en-Laonnois, Bucy-lès-Pierrepont, Chaudardes, Chermizy-Ailles, Chevregny, Chivres-en-Laonnois, Concevreux, Condé-sur-Suippe, Corbeny, Coucy-lès-Eppes, Courtrizy-et-Fussigny, Craonne, Craonnelle, Cuiry-lès-Chaudardes, Cuissy-et-Geny, Ébouleau, Évergnicourt, Gizy, Goudelancourt-lès-Berrieux, Goudelancourt-lès-Pierrepont, Guyencourt, Jumigny, Juvincourt-et-Damary, Lappion, Liesse-Notre-Dame, Lor, Mâchecourt, Maizy, La Malmaison, Marchais, Mauregny-en-Haye, Meurival, Missy-lès-Pierrepont, Montaigu, Moulins, Moussy-Verneuil, Muscourt, Neufchâtel-sur-Aisne, Neuville-sur-Ailette, Nizy-le-Comte, Œuilly, Orainville, Oulches-la-Vallée-Foulon, Paissy, Pancy-Courtecon, Pargnan, Pignicourt, Ployart-et-Vaurseine, Pontavert, Prouvais, Proviseux-et-Plesnoy, Roucy, Saint-Erme-Outre-et-Ramecourt, Saint-Thomas, Sainte-Croix, La Selve, Sissonne, Trucy, Variscourt, Vassogne, Vendresse-Beaulne, La Ville-aux-Bois-lès-Pontavert, Villeneuve-sur-Aisne. |
| Guise                | Guise                 | 45                             | Aisonville-et-Bernoville, Audigny, Barzy-en-Thiérache, Bergues-sur-Sambre, Bernot, Boué, Chigny, Crupilly, Dorengt, Esquéhéries, Étreux, Fesmy-le-Sart, Flavigny-le-Grand-et-Beaurain, Grand-Verly, Grougis, Guise, Hannapes, Hauteville, Iron, Lavaqueresse, Leschelle, Lesquielles-Saint-Germain, Macquigny, Malzy, Marly-Gomont, Mennevret, Molain, Monceau-sur-Oise, La Neuville-lès-Dorengt, Le Nouvion-en-Thiérache, Noyales, Oisy, Petit-Verly, Proisy, Proix, Ribeauville, Romery, Saint-Martin-Rivière, Tupigny, Vadencourt, La Vallée-Mulâtre, Vaux-Andigny, Vénérolles, Villers-lès-Guise, Wassigny. |
| Hirson               | Hirson                | 26                             | Any-Martin-Rieux, Aubenton, Beaumé, Besmont, Bucilly, Buire, Coingt, Effry, Éparcy, La Hérie, Hirson, Iviers, Jeantes, Landouzy-la-Ville, Leuze, Logny-lès-Aubenton, Martigny, Mondrepuis, Mont-Saint-Jean, Neuve-Maison, Ohis, Origny-en-Thiérache, Saint-Clément, Saint-Michel, Watigny, Wimy. |
| Laon-1               | Laon                  | 26 + fraction de Laon          | Anizy-le-Grand, Aulnois-sous-Laon, Bassoles-Aulers, Besny-et-Loizy, Bourguignon-sous-Montbavin, Brancourt-en-Laonnois, Bucy-lès-Cerny, Cerny-lès-Bucy, Cessières-Suzy, Chaillevois, Chambry, Clacy-et-Thierret, Crépy, Laniscourt, Merlieux-et-Fouquerolles, Molinchart, Mons-en-Laonnois, Montbavin, Pinon, Prémontré, Royaucourt-et-Chailvet, Urcel, Vaucelles-et-Beffecourt, Vauxaillon, Vivaise, Wissignicourt et la première partie de Laon. |
| Laon-2               | Laon                  | 24 + fraction de Laon          | Arrancy, Athies-sous-Laon, Bièvres, Bruyères-et-Montbérault, Cerny-en-Laonnois, Chamouille, Chérêt, Chivy-lès-Étouvelles, Colligis-Crandelain, Eppes, Étouvelles, Festieux, Laval-en-Laonnois, Lierval, Martigny-Courpierre, Montchâlons, Monthenault, Nouvion-le-Vineux, Orgeval, Parfondru, Presles-et-Thierny, Samoussy, Veslud, Vorges et la seconde partie de Laon. |
| Marle                | Marle                 | 65                             | Agnicourt-et-Séchelles, Assis-sur-Serre, Autremencourt, Barenton-Bugny, Barenton-Cel, Barenton-sur-Serre, Berlancourt, Bois-lès-Pargny, Bosmont-sur-Serre, Chalandry, Châtillon-lès-Sons, Chéry-lès-Pouilly, Chevennes, Cilly, Colonfay, Couvron-et-Aumencourt, Crécy-sur-Serre, Cuirieux, Dercy, Erlon, Franqueville, Froidmont-Cohartille, Grandlup-et-Fay, Le Hérie-la-Viéville, Housset, Landifay-et-Bertaignemont, Lemé, Lugny, Marcy-sous-Marle, Marfontaine, Marle, Mesbrecourt-Richecourt, Monceau-le-Neuf-et-Faucouzy, Monceau-le-Waast, Montigny-le-Franc, Montigny-sous-Marle, Montigny-sur-Crécy, Mortiers, La Neuville-Bosmont, La Neuville-Housset, Nouvion-et-Catillon, Nouvion-le-Comte, Pargny-les-Bois, Pierrepont, Pouilly-sur-Serre, Puisieux-et-Clanlieu, Remies, Rogny, Rougeries, Sains-Richaumont, Saint-Gobert, Saint-Pierre-lès-Franqueville, Saint-Pierremont, Sons-et-Ronchères, Le Sourd, Tavaux-et-Pontséricourt, Thiernu, Toulis-et-Attencourt, La Vallée-au-Blé, Verneuil-sur-Serre, Vesles-et-Caumont, Voharies, Voulpaix, Voyenne, Wiège-Faty.                                                                          |
| Ribemont             | Ribemont              | 52                             | Alaincourt, Annois, Artemps, Aubigny-aux-Kaisnes, Benay, Berthenicourt, Bray-Saint-Christophe, Brissay-Choigny, Brissy-Hamégicourt, Cerizy, Châtillon-sur-Oise, Chevresis-Monceau, Clastres, Cugny, Dallon, Dury, Essigny-le-Grand, La Ferté-Chevresis, Flavy-le-Martel, Fontaine-lès-Clercs, Gibercourt, Happencourt, Hinacourt, Itancourt, Jussy, Ly-Fontaine, Mézières-sur-Oise, Mont-d'Origny, Montescourt-Lizerolles, Moÿ-de-l'Aisne, Neuvillette, Ollezy, Origny-Sainte-Benoite, Parpeville, Pithon, Pleine-Selve, Regny, Remigny, Renansart, Ribemont, Saint-Simon, Seraucourt-le-Grand, Séry-lès-Mézières, Sissy, Sommette-Eaucourt, Surfontaine, Thenelles, Tugny-et-Pont, Urvillers, Vendeuil, Villers-le-Sec, Villers-Saint-Christophe. |
| Saint-Quentin-1      | Saint-Quentin         | 24 + fraction de Saint-Quentin | Attilly, Beauvois-en-Vermandois, Caulaincourt, Douchy, Étreillers, Fayet, Fluquières, Foreste, Francilly-Selency, Germaine, Gricourt, Holnon, Jeancourt, Lanchy, Maissemy, Pontru, Pontruet, Roupy, Savy, Trefcon, Vaux-en-Vermandois, Vendelles, Le Verguier, Vermand et la première partie de Saint-Quentin. |
| Saint-Quentin-2      | Saint-Quentin         | 10 + fraction de Saint-Quentin | Essigny-le-Petit, Fieulaine, Fonsomme, Fontaine-Notre-Dame, Lesdins, Marcy, Morcourt, Omissy, Remaucourt, Rouvroy et la deuxième partie de Saint-Quentin. |
| Saint-Quentin-3      | Saint-Quentin         | 8 + fraction de Saint-Quentin  | Castres, Contescourt, Gauchy, Grugies, Harly, Homblières, Mesnil-Saint-Laurent, Neuville-Saint-Amand et la troisième partie de Saint-Quentin. |
| Soissons-1           | Soissons              | 14 + fraction de Soissons      | Bagneux, Chavigny, Crouy, Cuffies, Cuisy-en-Almont, Juvigny, Leury, Osly-Courtil, Pasly, Pommiers, Vauxrezis, Venizel, Villeneuve-Saint-Germain, Vregny et la première partie de Soissons. |
| Soissons-2           | Soissons              | 12 + fraction de Soissons      | Acy, Belleu, Bernoy-le-Château, Billy-sur-Aisne, Courmelles, Mercin-et-Vaux, Missy-aux-Bois, Ploisy, Septmonts, Serches, Sermoise, Vauxbuin et la seconde partie de Soissons. |
| Tergnier             | Tergnier              | 24                             | Achery, Andelain, Anguilcourt-le-Sart, Beautor, Bertaucourt-Épourdon, Brie, Charmes, Courbes, Danizy, Deuillet, La Fère, Fourdrain, Fressancourt, Liez, Mayot, Mennessis, Monceau-lès-Leups, Rogécourt, Saint-Gobain, Saint-Nicolas-aux-Bois, Servais, Tergnier, Travecy, Versigny. |
| Vervins              | Vervins               | 66                             | Archon, Les Autels, Autreppes, Bancigny, Berlise, La Bouteille, Braye-en-Thiérache, Brunehamel, Buironfosse, Burelles, La Capelle, Chaourse, Chéry-lès-Rozoy, Clairfontaine, Clermont-les-Fermes, Cuiry-lès-Iviers, Dagny-Lambercy, Dizy-le-Gros, Dohis, Dolignon, Englancourt, Erloy, Étréaupont, La Flamengrie, Fontaine-lès-Vervins, Fontenelle, Froidestrées, Gercy, Gergny, Grandrieux, Gronard, Harcigny, Hary, Haution, Houry, Laigny, Landouzy-la-Cour, Lerzy, Lislet, Luzoir, Montcornet, Montloué, Morgny-en-Thiérache, Nampcelles-la-Cour, Noircourt, Papleux, Parfondeval, Plomion, Prisces, Raillimont, Renneval, Résigny, Rocquigny, Rouvroy-sur-Serre, Rozoy-sur-Serre, Saint-Algis, Sainte-Geneviève, Soize, Sommeron, Sorbais, Thenailles, Le Thuel, Vervins, Vigneux-Hocquet, La Ville-aux-Bois-lès-Dizy, Vincy-Reuil-et-Magny. |
| Vic-sur-Aisne        | Vic-sur-Aisne         | 50                             | Ambleny, Audignicourt, Barisis-aux-Bois, Berny-Rivière, Besmé, Bichancourt, Bieuxy, Blérancourt, Bourguignon-sous-Coucy, Camelin, Champs, Cœuvres-et-Valsery, Coucy-le-Château-Auffrique, Coucy-la-Ville, Crécy-au-Mont, Cutry, Dommiers, Épagny, Folembray, Fontenoy, Fresnes, Guny, Jumencourt, Landricourt, Laversine, Leuilly-sous-Coucy, Manicamp, Montigny-Lengrain, Morsain, Mortefontaine, Nouvron-Vingré, Pernant, Pont-Saint-Mard, Quierzy, Quincy-Basse, Ressons-le-Long, Saconin-et-Breuil, Saint-Aubin, Saint-Bandry, Saint-Christophe-à-Berry, Saint-Paul-aux-Bois, Saint-Pierre-Aigle, Selens, Septvaux, Tartiers, Trosly-Loire, Vassens, Verneuil-sous-Coucy, Vézaponin, Vic-sur-Aisne. |
| Villers-Cotterêts    | Villers-Cotterêts     | 76                             | Ambrief, Ancienville, Arcy-Sainte-Restitue, Armentières-sur-Ourcq, Beugneux, Billy-sur-Ourcq, Bonnesvalyn, Breny, Brumetz, Bussiares, Buzancy, Chacrise, Chaudun, Chézy-en-Orxois, Chouy, Corcy, Courchamps, Coyolles, Cramaille, La Croix-sur-Ourcq, Cuiry-Housse, Dammard, Dampleux, Droizy, Faverolles, La Ferté-Milon, Fleury, Gandelu, Grand-Rozoy, Haramont, Hartennes-et-Taux, Hautevesnes, Largny-sur-Automne, Latilly, Launoy, Licy-Clignon, Longpont, Louâtre, Maast-et-Violaine, Macogny, Marizy-Sainte-Geneviève, Marizy-Saint-Mard, Monnes, Monthiers, Montigny-l'Allier, Muret-et-Crouttes, Nampteuil-sous-Muret, Neuilly-Saint-Front, Noroy-sur-Ourcq, Oigny-en-Valois, Oulchy-la-Ville, Oulchy-le-Château, Parcy-et-Tigny, Passy-en-Valois, Le Plessier-Huleu, Priez, Puiseux-en-Retz, Retheuil, Rozet-Saint-Albin, Rozières-sur-Crise, Saint-Gengoulph, Saint-Rémy-Blanzy, Silly-la-Poterie, Sommelans, Soucy, Taillefontaine, Torcy-en-Valois, Troësnes, Vierzy, Villemontoire, Villers-Cotterêts, Villers-Hélon, Vivières. |

## Nord(59) - 41 cantons
| N° | Nom du Canton           | Nombre de communes entières | Communes composant le canton |
| -- | ----------------------- | --------------------------- | --- |
| 1  | Aniche                  | 26                          | Aniche, Arleux, Auberchicourt, Aubigny-au-Bac, Brunémont, Bugnicourt, Cantin, Dechy, Écaillon, Erchin, Estrées, Féchain, Férin, Fressain, Gœulzin, Guesnain, Hamel, Lécluse, Lewarde, Loffre, Marcq-en-Ostrevent, Masny, Monchecourt, Montigny-en-Ostrevent, Roucourt, Villers-au-Tertre. |
| 2  | Annœullin               | 24                          | Allennes-les-Marais, Annœullin, Aubers, La Bassée, Bauvin, Camphin-en-Carembault, Carnin, Don, Fournes-en-Weppes, Fromelles, Hantay, Herlies, Illies, Le Maisnil, Marquillies, Ostricourt, Phalempin, Provin, Radinghem-en-Weppes, Sainghin-en-Weppes, Salomé, Wahagnies, Wavrin, Wicres. |
| 3  | Anzin                   | 6                           | Anzin, Beuvrages, Bruay-sur-l'Escaut, Escautpont, Fresnes-sur-Escaut, Onnaing. |
| 4  | Armentières             | 11                          | Armentières, Bois-Grenier, Capinghem, La Chapelle-d'Armentières, Deûlémont, Erquinghem-Lys, Frelinghien, Houplines, Pérenchies, Prémesques, Warneton. |
| 5  | Aulnoye-Aymeries        | 39                          | Amfroipret, Audignies, Aulnoye-Aymeries, Bachant, Bavay, Bellignies, Berlaimont, Bermeries, Bettrechies, Boussières-sur-Sambre, Bry, Écuélin, Eth, Feignies, La Flamengrie, Frasnoy, Gommegnies, Gussignies, Hargnies, Hon-Hergies, Houdain-lez-Bavay, Jenlain, Leval, La Longueville, Mecquignies, Monceau-Saint-Waast, Neuf-Mesnil, Noyelles-sur-Sambre, Obies, Pont-sur-Sambre, Preux-au-Sart, Saint-Remy-Chaussée, Saint-Waast, Sassegnies, Taisnières-sur-Hon, Vieux-Mesnil, Taisnières-sur-Hon, Vieux-Mesnil, Villereau, Wargnies-le-Grand, Wargnies-le-Petit. |
| 6  | Aulnoy-lez-Valenciennes | 20                          | Artres, Aubry-du-Hainaut, Aulnoy-lez-Valenciennes, Bellaing, Famars, Haspres, Haulchin, Haveluy, Hérin, Maing, Monchaux-sur-Écaillon, Oisy, Petite-Forêt, Prouvy, Quérénaing, Rouvignies, La Sentinelle, Thiant, Trith-Saint-Léger, Verchain-Maugré. |
| 7  | Avesnes-sur-Helpe       | 52                          | Avesnes-sur-Helpe, Beaudignies, Beaufort, Beaurepaire-sur-Sambre, Boulogne-sur-Helpe, Bousies, Cartignies, Croix-Caluyau, Dompierre-sur-Helpe, Dourlers, Éclaibes, Englefontaine, Étrœungt, Le Favril, Floursies, Floyon, Fontaine-au-Bois, Forest-en-Cambrésis, Ghissignies, Grand-Fayt, Haut-Lieu, Hautmont, Hecq, Jolimetz, Landrecies, Larouillies, Limont-Fontaine, Locquignol, Louvignies-Quesnoy, Marbaix, Maresches, Maroilles, Neuville-en-Avesnois, Orsinval, Petit-Fayt, Poix-du-Nord, Petit-Fayt, Poix-du-Nord, Potelle, Preux-au-Bois, Prisches, Le Quesnoy, Raucourt-au-Bois, Robersart, Ruesnes, Saint-Aubin, Saint-Hilaire-sur-Helpe, Saint-Remy-du-Nord, Salesches, Semousies, Sepmeries, Taisnières-en-Thiérache, Vendegies-au-Bois, Villers-Pol. |
| 8  | Bailleul                | 23                          | Bailleul, Berthen, Boeschepe, Borre, Caëstre, Cassel, Le Doulieu, Eecke, Flêtre, Godewaersvelde, Hondeghem, Merris, Méteren, Nieppe, Oxelaëre, Pradelles, Sainte-Marie-Cappel, Saint-Jans-Cappel, Saint-Sylvestre-Cappel, Staple, Steenwerck, Strazeele, Vieux-Berquin. |
| 9  | Cambrai                 | 27                          | Abancourt, Anneux, Aubencheul-au-Bac, Bantigny, Blécourt, Boursies, Cambrai, Cuvillers, Doignies, Escaudœuvres, Eswars, Estrun, Fontaine-Notre-Dame, Fressies, Haynecourt, Hem-Lenglet, Mœuvres, Neuville-Saint-Rémy, Paillencourt, Proville, Raillencourt-Sainte-Olle, Ramillies, Sailly-lez-Cambrai, Sancourt, Thun-l'Évêque, Thun-Saint-Martin, Tilloy-lez-Cambrai. |
| 10 | Le Cateau-Cambrésis     | 56                          | Awoingt, Banteux, Bantouzelle, Bazuel, Beaumont-en-Cambrésis, Bertry, Briastre, Busigny, Cantaing-sur-Escaut, Le Cateau-Cambrésis, Catillon-sur-Sambre, Cattenières, Caullery, Clary, Crèvecœur-sur-l'Escaut, Dehéries, Élincourt, Esnes, Flesquières, Fontaine-au-Pire, Gonnelieu, Gouzeaucourt, La Groise, Haucourt-en-Cambrésis, Honnechy, Honnecourt-sur-Escaut, Inchy, Lesdain, Ligny-en-Cambrésis, Malincourt, Marcoing, Maretz, Masnières, Maurois, Mazinghien, Montay, Mazinghien, Montay, Montigny-en-Cambrésis, Neuvilly, Niergnies, Noyelles-sur-Escaut, Ors, Pommereuil, Rejet-de-Beaulieu, Reumont, Ribécourt-la-Tour, Les Rues-des-Vignes, Rumilly-en-Cambrésis, Saint-Benin, Saint-Souplet, Séranvillers-Forenville, Troisvilles, Villers-Guislain, Villers-Outréaux, Villers-Plouich, Walincourt-Selvigny, Wambaix. |
| 11 | Caudry                  | 33                          | Avesnes-les-Aubert, Beaurain, Beauvois-en-Cambrésis, Bermerain, Béthencourt, Bévillers, Boussières-en-Cambrésis, Cagnoncles, Capelle, Carnières, Caudry, Cauroir, Escarmain, Estourmel, Haussy, Iwuy, Montrécourt, Naves, Quiévy, Rieux-en-Cambrésis, Romeries, Saint-Aubert, Saint-Hilaire-lez-Cambrai, Saint-Martin-sur-Écaillon, Saint-Python, Saint-Vaast-en-Cambrésis, Saulzoir, Solesmes, Sommaing, Vendegies-sur-Écaillon, Vertain, Viesly, Villers-en-Cauchies. |
| 12 | Coudekerque-Branche     | 9                           | Armbouts-Cappel, Bergues, Bierne, Cappelle-la-Grande, Coudekerque-Branche, Spycker, Steene, Téteghem-Coudekerque-Village, Uxem. |
| 13 | Croix                   | 5                           | Croix, Hem, Lannoy, Lys-lez-Lannoy, Wasquehal. |
| 14 | Denain                  | 18                          | Abscon, Avesnes-le-Sec, Bouchain, Denain, Douchy-les-Mines, Émerchicourt, Escaudain, Hordain, Lieu-Saint-Amand, Lourches, Marquette-en-Ostrevant, Mastaing, Neuville-sur-Escaut, Noyelles-sur-Selle, Rœulx, Wasnes-au-Bac, Wavrechain-sous-Denain, Wavrechain-sous-Faulx. |
| 15 | Douai                   | 7                           | Courchelettes, Cuincy, Douai, Esquerchin, Flers-en-Escrebieux, Lambres-lez-Douai, Lauwin-Planque. |
| 16 | Dunkerque-1             | fraction Dunkerque          | Partie de la commune de Dunkerque située à l'est de la limite territoriale de la commune de Grande-Synthe et à l'ouest d'une ligne définie par l'axe des voies et limites suivantes : depuis le littoral, ligne droite dans la continuité de l'avenue de la Libération-Henry-Loorius, digue des Alliés, rue de la Plage, place Paul-Asseman, avenue de la Libération-Henry-Loorius, avenue des Bains, rue Godefroy-d'Estrades, pont Carnot, rue du 110e-Régiment-d'Infanterie, rue des Arbres, rue Jules-Hocquet, rue de l'Est, rue Benjamin-Morel, place Calonne, rue Lavoisier, rue du Sud, rue Thiers, avenue Guynemer, rue de l'Ecluse-de-Bergues, rue du Ponceau, rond-point de l'Arrière-Port, rue Belle-Vue, rue du Magasin-Général, route de l'Ile-Jeanty, quai de Mardyck, quai aux Bois, quai de la Concorde, rue du Pont-Royal, quai des Jardins, rue de la Cunette, boulevard Victor-Hugo, pont Gutenberg, jusqu'à la limite territoriale de la commune de Coudekerque-Branche.              |
| 17 | Dunkerque-2             | 4 + fraction Dunkerque      | 1° Les communes suivantes : Bray-Dunes, Ghyvelde, Leffrinckoucke, Zuydcoote. 2° La partie de la commune de Dunkerque située à l'est d'une ligne définie par l'axe des voies et limites suivantes : depuis le littoral, ligne droite dans la continuité de l'avenue de la Libération-Henry-Loorius, digue des Alliés, rue de la Plage, place Paul-Asseman, avenue de la Libération-Henry-Loorius, avenue des Bains, rue Godefroy-d'Estrades, pont Carnot, rue du 110e-Régiment-d'Infanterie, rue des Arbres, rue Jules-Hocquet, rue de l'Est, rue Benjamin-Morel, place Calonne, rue Lavoisier, rue du Sud, rue Thiers, avenue Guynemer, rue de l'Ecluse-de-Bergues, rue du Ponceau, rond-point de l'Arrière-Port, rue Belle-Vue, rue du Magasin-Général, route de l'Ile-Jeanty, quai de Mardyck, quai aux Bois, quai de la Concorde, rue du Pont-Royal, quai des Jardins, rue de la Cunette, boulevard Victor-Hugo, pont Gutenberg, jusqu'à la limite territoriale de la commune de Coudekerque-Branche. |
| 18 | Faches-Thumesnil        | 12                          | Chemy, Emmerin, Faches-Thumesnil, Gondecourt, Haubourdin, Herrin, Houplin-Ancoisne, Noyelles-lès-Seclin, Seclin, Templemars, Vendeville, Wattignies. |
| 19 | Fourmies                | 46                          | Aibes, Anor, Avesnelles, Baives, Bas-Lieu, Beaurieux, Bérelles, Beugnies, Bousignies-sur-Roc, Cerfontaine, Choisies, Clairfayts, Colleret, Cousolre, Damousies, Dimechaux, Dimont, Eccles, Eppe-Sauvage, Felleries, Féron, Ferrière-la-Petite, Flaumont-Waudrechies, Fourmies, Glageon, Hestrud, Lez-Fontaine, Liessies, Moustier-en-Fagne, Obrechies, Ohain, Quiévelon, Rainsars, Ramousies, Recquignies, Rousies, Recquignies, Rousies, Sains-du-Nord, Sars-Poteries, Sémeries, Solre-le-Château, Solrinnes, Trélon, Wallers-en-Fagne, Wattignies-la-Victoire, Wignehies, Willies. |
| 20 | Grande-Synthe           | 13 + fraction Dunkerque     | 1° Les communes suivantes : Bourbourg, Brouckerque, Cappelle-Brouck, Craywick, Drincham, Grande-Synthe, Grand-Fort-Philippe, Gravelines, Looberghe, Loon-Plage, Pitgam, Saint-Georges-sur-l'Aa, Saint-Pierre-Brouck. 2° La partie de la commune de Dunkerque située entre les communes de Grande-Synthe, Spycker et Loon-Plage. |
| 21 | Hazebrouck              | 16                          | Blaringhem, Boëseghem, Ebblinghem, Estaires, La Gorgue, Haverskerque, Hazebrouck, Lynde, Merville, Morbecque, Neuf-Berquin, Renescure, Sercus, Steenbecque, Thiennes, Wallon-Cappel. |
| 22 | Lambersart              | 8                           | Bousbecque, Comines, Lambersart, Linselles, Lompret, Quesnoy-sur-Deûle, Verlinghem, Wervicq-Sud. |
| 27 | Lille-5                 | fraction Lille              | 1° La partie de la commune de Lille située à l'est d'une ligne définie par l'axe des voies et limites suivantes : depuis la limite territoriale de la commune de Loos, autoroute A 25, boulevard de la Moselle, boulevard de Lorraine, avenue Léon-Jouhaux, cours du canal de la Deûle, avenue de Soubise, passerelle Edmond-Ory, jusqu'à la limite territoriale de la commune de Lambersart. 2° La partie de la commune de Lille située à l'ouest d'une ligne définie par l'axe des voies et limites suivantes : depuis la limite territoriale de la commune de Saint-André-lez-Lille, cours du canal de la Deûle, boulevard de la Liberté, square Daubenton, boulevard Vauban, rue de Solférino, place de Sébastopol, rue des Postes, rue Brûle-Maison, rue d'Artois, boulevard Victor-Hugo, place Barthélemy-Dorez, rue du Faubourg-des-Postes, autoroute A 25, rue de Jussieu, ligne de chemin de fer, jusqu'à la limite territoriale de la commune de Ronchin.                                      |
| 28 | Lille-6                 | 9 + fraction Lille          | 1° Les communes suivantes : Beaucamps-Ligny, Englos, Ennetières-en-Weppes, Erquinghem-le-Sec, Escobecques, Hallennes-lez-Haubourdin, Loos, Santes, Sequedin. 2° La partie de la commune de Lille non incluse dans les cantons de Lille-1, Lille-2, Lille-3, Lille-4 et Lille-5. |
| 29 | Marly                   | 17                          | Condé-sur-l'Escaut, Crespin, Curgies, Estreux, Hergnies, Marly, Odomez, Préseau, Quarouble, Quiévrechain, Rombies-et-Marchipont, Saint-Aybert, Saultain, Sebourg, Thivencelle, Vicq, Vieux-Condé. |
| 30 | Maubeuge                | 14                          | Assevent, Bersillies, Bettignies, Boussois, Élesmes, Ferrière-la-Grande, Gognies-Chaussée, Jeumont, Louvroil, Mairieux, Marpent, Maubeuge, Vieux-Reng, Villers-Sire-Nicole. |
| 31 | Orchies                 | 16                          | Aix-en-Pévèle, Anhiers, Auby, Auchy-lez-Orchies, Beuvry-la-Forêt, Bouvignies, Coutiches, Faumont, Flines-lez-Raches, Landas, Nomain, Orchies, Râches, Raimbeaucourt, Roost-Warendin, Saméon. |
| 32 | Roubaix-1               | fraction Roubaix            | Partie de la commune de Roubaix située à l'ouest d'une ligne définie par l'axe des voies et limites suivantes : depuis la limite territoriale de la commune de Wattrelos, cours du canal de Roubaix, pont Nyckés, boulevard Gambetta, rue Pierre-de-Roubaix, boulevard de Mulhouse, boulevard de Reims, boulevard de Lyon, place du Travail, boulevard de Fourmies, place Charles-Louis-Spriet, avenue Linné, rue Léon-Marlot, avenue Alfred-Motte, jusqu'à la limite territoriale de la commune de Hem. |
| 33 | Roubaix-2               | 2 + fraction Roubaix        | 1° Les communes suivantes : Leers, Wattrelos. 2° La partie de la commune de Roubaix non incluse dans le canton de Roubaix-1. |
| 34 | Saint-Amand-les-Eaux    | 19                          | Bousignies, Brillon, Bruille-Saint-Amand, Château-l'Abbaye, Flines-lès-Mortagne, Hasnon, Hélesmes, Lecelles, Maulde, Millonfosse, Mortagne-du-Nord, Nivelle, Raismes, Rosult, Rumegies, Saint-Amand-les-Eaux, Sars-et-Rosières, Thun-Saint-Amand, Wallers. |
| 35 | Sin-le-Noble            | 15                          | Bruille-lez-Marchiennes, Erre, Fenain, Hornaing, Lallaing, Marchiennes, Pecquencourt, Rieulay, Sin-le-Noble, Somain, Tilloy-lez-Marchiennes, Vred, Wandignies-Hamage, Warlaing, Waziers. |
| 36 | Templeuve-en-Pévèle     | 32                          | Anstaing, Attiches, Avelin, Bachy, Baisieux, Bersée, Bourghelles, Bouvines, Camphin-en-Pévèle, Cappelle-en-Pévèle, Chéreng, Cobrieux, Cysoing, Ennevelin, Fretin, Genech, Gruson, Lesquin, Louvil, Mérignies, Moncheaux, Mons-en-Pévèle, Mouchin, La Neuville, Péronne-en-Mélantois, Pont-à-Marcq, Sainghin-en-Mélantois, Templeuve-en-Pévèle, Thumeries, Tourmignies, Tressin, Wannehain. |
| 37 | Tourcoing-1             | 3 + fraction Tourcoing      | 1° Les communes suivantes : Halluin, Neuville-en-Ferrain, Roncq. 2° La partie de la commune de Tourcoing située à l'ouest d'une ligne définie par l'axe des voies et limites suivantes : depuis la limite territoriale de la commune de Neuville-en-Ferrain, rue Robert-Schuman, rue Marcel-Beyens, rue du Roitelet, chaussée Gramme, chaussée Fernand-Forest, rue Francis-de-Pressensé, rue des Maraîchers, rue des Phalempins, rue de la Latte, rue de Roncq, rue Jean-Jaurès, rue de la Fin-de-la-Guerre, rue du Repos, square de l'Abattoir, rue Jean-Froissart, rue de Paris, rond-point de la route départementale 770, jusqu'à la limite territoriale de la commune de Mouvaux. |
| 38 | Tourcoing-2             | fraction Tourcoing          | Partie de la commune de Tourcoing non incluse dans le canton de Tourcoing-1. |
| 39 | Valenciennes            | 2                           | Saint-Saulve, Valenciennes. |
| 40 | Villeneuve-d'Ascq       | 5                           | Forest-sur-Marque, Sailly-lez-Lannoy, Toufflers, Villeneuve-d'Ascq, Willems. |
| 41 | Wormhout                | 45                          | Arnèke, Bambecque, Bavinchove, Bissezeele, Bollezeele, Broxeele, Buysscheure, Crochte, Eringhem, Esquelbecq, Hardifort, Herzeele, Holque, Hondschoote, Houtkerque, Hoymille, Killem, Lederzeele, Ledringhem, Merckeghem, Millam, Nieurlet, Noordpeene, Ochtezeele, Oost-Cappel, Oudezeele, Quaëdypre, Rexpoëde, Rubrouck, Saint-Momelin, Socx, Steenvoorde, Terdeghem, Volckerinckhove, Warhem, Watten, Wemaers-Cappel, West-Cappel, Winnezeele, Wormhout, Wulverdinghe, Wylder, Zegerscappel, Zermezeele, Zuytpeene. |

### Oise(60) - 21 cantons
| N° | Nom du Canton          | Nombre de communes entières | Communes composant le canton |
| -- | ---------------------- | --------------------------- | --- |
| 1  | Beauvais-1             | 7 + fraction Beauvais       | 1° Les communes suivantes : Fouquenies, Herchies, Milly-sur-Thérain, Le Mont-Saint-Adrien, Pierrefitte-en-Beauvaisis, Saint-Germain-la-Poterie, Savignies. 2° La partie de la commune de Beauvais située au nord d'une ligne définie par l'axe des voies et limites suivantes : depuis la limite territoriale de la commune de Goincourt, cours de la rivière Avelon, rivière de Saint-Quentin, rue Lucien-Lainé, rue du Général-Leclerc, cours Scellier, boulevard Antoine-Loisel, rue Saint-Pierre, rue des Jacobins, rue Pierre-Jacoby, rue de la Madeleine, boulevard Jules-Brière, rue du Thérain, rue du Pont-d'Arcole, rue Louis-Coatalen, rue du Pont-d'Arcole, rue de l'Abbé-Pierre, avenue John-Fitzgerald-Kennedy, ligne de chemin de fer jusqu'à la limite de la commune de Therdonne. |
| 2  | Beauvais-2             | 26 + fraction Beauvais      | 1° Les communes suivantes : Allonne, Auneuil, Auteuil, Berneuil-en-Bray, Flavacourt, Frocourt, Goincourt, La Houssoye, Labosse, Lachapelle-aux-Pots, Lalande-en-Son, Lalandelle, Aux Marais, Ons-en-Bray, Porcheux, Rainvillers, Saint-Aubin-en-Bray, Saint-Léger-en-Bray, Saint-Martin-le-Nœud, Saint-Paul, Sérifontaine, Troussures, Le Vaumain, Le Vauroux, Villers-Saint-Barthélemy, Warluis. 2° La partie de la commune de Beauvais non incluse dans le canton de Beauvais-1. |
| 3  | Chantilly              | 10                          | Apremont, Boran-sur-Oise, Chantilly, Coye-la-Forêt, Crouy-en-Thelle, Gouvieux, Lamorlaye, Le Mesnil-en-Thelle, Morangles, Saint-Maximin. |
| 4  | Chaumont-en-Vexin      | 73                          | Abbecourt, Bachivillers, Beaumont-les-Nonains, Berthecourt, Boissy-le-Bois, Boubiers, Bouconvillers, Boury-en-Vexin, Boutencourt, Cauvigny, Chambors, Chaumont-en-Vexin, Chavençon, Corbeil-Cerf, Le Coudray-sur-Thelle, Courcelles-lès-Gisors, Delincourt, Le Déluge, Énencourt-Léage, Énencourt-le-Sec, Éragny-sur-Epte, Fay-les-Étangs, Fleury, Fresneaux-Montchevreuil, Fresne-Léguillon, Hadancourt-le-Haut-Clocher, Hardivillers-en-Vexin, Hénonville, Hodenc-l'Évêque, Ivry-le-Temple, Jaméricourt, Jouy-sous-Thelle, Laboissière-en-Thelle, Lachapelle-Saint-Pierre, Lattainville, Lavilletertre, Liancourt-Saint-Pierre, Lierville, Loconville, Le Mesnil-Théribus, Monneville, Montagny-en-Vexin, Montherlant, Montjavoult, Montreuil-sur-Thérain, Monts, Mortefontaine-en-Thelle, Mouchy-le-Châtel, Neuville-Bosc, La Neuville-d'Aumont, La Neuville-Garnier, Noailles, Novillers, Parnes, Ponchon, Pouilly, Reilly, Ressons-l'Abbaye, Saint-Crépin-Ibouvillers, Saint-Sulpice, Sainte-Geneviève, Senots, Serans, Silly-Tillard, Thibivillers, Tourly, Trie-Château, Trie-la-Ville, Valdampierre, Vaudancourt, Villers-sur-Trie, Villotran. |
| 5  | Clermont               | 20                          | Agnetz, Bailleval, Breuil-le-Sec, Breuil-le-Vert, Catenoy, Clermont, Erquery, Étouy, Fitz-James, Fouilleuse, Labruyère, Lamécourt, Liancourt, Maimbeville, Nointel, Rantigny, Rémécourt, Rosoy, Saint-Aubin-sous-Erquery, Verderonne. |
| 6  | Compiègne-1            | 19 + fraction Compiègne     | 1° Les communes suivantes : Attichy, Autrêches, Berneuil-sur-Aisne, Bienville, Bitry, Choisy-au-Bac, Clairoix, Couloisy, Courtieux, Janville, Jaulzy, Margny-lès-Compiègne, Moulin-sous-Touvent, Nampcel, Rethondes, Saint-Crépin-aux-Bois, Saint-Pierre-lès-Bitry, Tracy-le-Mont, Trosly-Breuil. 2° La partie de la commune de Compiègne située au nord d'une ligne définie par l'axe des voies et limites suivantes : depuis la limite territoriale de la commune de Vieux-Moulin, route départementale 973, avenue du 1er-Septembre boulevard des États-Unis, boulevard Gambetta, jusqu'à l'Oise. |
| 7  | Compiègne-2            | 16 + fraction Compiègne     | 1° Les communes suivantes : Armancourt, Chelles, Croutoy, Cuise-la-Motte, Hautefontaine, Jaux, Jonquières, Lachelle, Lacroix-Saint-Ouen, Le Meux, Pierrefonds, Saint-Étienne-Roilaye, Saint-Jean-aux-Bois, Saint-Sauveur, Venette, Vieux-Moulin. 2° La partie de la commune de Compiègne non incluse dans le canton de Compiègne-1. |
| 8  | Creil                  | 2                           | Creil, Verneuil-en-Halatte. |
| 9  | Crépy-en-Valois        | 25                          | Auger-Saint-Vincent, Béthancourt-en-Valois, Béthisy-Saint-Martin, Béthisy-Saint-Pierre, Bonneuil-en-Valois, Crépy-en-Valois, Duvy, Éméville, Feigneux, Fresnoy-la-Rivière, Gilocourt, Glaignes, Morienval, Néry, Orrouy, Rocquemont, Russy-Bémont, Saintines, Saint-Vaast-de-Longmont, Séry-Magneval, Trumilly, Vauciennes, Vaumoise, Verberie, Vez. |
| 10 | Estrées-Saint-Denis    | 71                          | Antheuil-Portes, Arsy, Avrigny, Bailleul-le-Soc, Baugy, Belloy, Biermont, Blincourt, Boulogne-la-Grasse, Braisnes, Canly, Cernoy, Chevrières, Choisy-la-Victoire, Coivrel, Conchy-les-Pots, Coudun, Courcelles-Épayelles, Cressonsacq, Crèvecœur-le-Petit, Cuvilly, Domfront, Dompierre, Épineuse, Estrées-Saint-Denis, Le Fayel, Ferrières, Francières, Le Frestoy-Vaux, Giraumont, Godenvillers, Gournay-sur-Aronde, Grandfresnoy, Grandvillers-aux-Bois, Hainvillers, Hémévillers, Houdancourt, Lataule, Léglantiers, Longueil-Sainte-Marie, Maignelay-Montigny, Margny-sur-Matz, Marquéglise, Ménévillers, Méry-la-Bataille, Monchy-Humières, Montgérain, Montiers, Montmartin, Mortemer, Moyenneville, Moyvillers, Neufvy-sur-Aronde, La Neuville-Roy, La Neuville-sur-Ressons, Orvillers-Sorel, Le Ployron, Pronleroy, Remy, Ressons-sur-Matz, Ricquebourg, Rivecourt, Rouvillers, Royaucourt, Sains-Morainvillers, Saint-Martin-aux-Bois, Tricot, Vignemont, Villers-sur-Coudun, Wacquemoulin, Welles-Pérennes. |
| 11 | Grandvilliers          | 101                         | Abancourt, Achy, Bazancourt, Beaudéduit, Blacourt, Blargies, Blicourt, Bonnières, Boutavent, Bouvresse, Briot, Brombos, Broquiers, Buicourt, Campeaux, Canny-sur-Thérain, Cempuis, Le Coudray-Saint-Germer, Crillon, Cuigy-en-Bray, Daméraucourt, Dargies, Élencourt, Ernemont-Boutavent, Escames, Escles-Saint-Pierre, Espaubourg, Feuquières, Fontaine-Lavaganne, Fontenay-Torcy, Formerie, Fouilloy, Gaudechart, Gerberoy, Glatigny, Gourchelles, Grandvilliers, Grémévillers, Grez, Halloy, Hannaches, Le Hamel, Hanvoile, Haucourt, Hautbos, Haute-Épine, Hécourt, Héricourt-sur-Thérain, Hétomesnil, Hodenc-en-Bray, Lachapelle-sous-Gerberoy, Lannoy-Cuillère, Lavacquerie, Laverrière, Lhéraule, Lihus, Loueuse, Marseille-en-Beauvaisis, Martincourt, Le Mesnil-Conteville, Moliens, Monceaux-l'Abbaye, Morvillers, Mureaumont, La Neuville-sur-Oudeuil, La Neuville-Vault, Offoy, Omécourt, Oudeuil, Pisseleu, Puiseux-en-Bray, Quincampoix-Fleuzy, Romescamps, Rothois, Roy-Boissy, Saint-Arnoult, Saint-Deniscourt, Saint-Germer-de-Fly, Saint-Maur, Saint-Omer-en-Chaussée, Saint-Pierre-es-Champs, Saint-Quentin-des-Prés, Saint-Samson-la-Poterie, Saint-Thibault, Saint-Valery, Sarcus, Sarnois, Senantes, Sommereux, Songeons, Sully, Talmontiers, Thérines, Thieuloy-Saint-Antoine, Villembray, Villers-sur-Auchy, Villers-sur-Bonnières, Villers-Vermont, Vrocourt, Wambez.. |
| 12 | Méru                   | 16                          | Amblainville, Andeville, Anserville, Belle-Église, Bornel, Chambly, Dieudonné, Ercuis, Esches, Fosseuse, Fresnoy-en-Thelle, Lormaison, Méru, Neuilly-en-Thelle, Puiseux-le-Hauberger, Villeneuve-les-Sablons. |
| 13 | Montataire             | 15                          | Balagny-sur-Thérain, Blaincourt-lès-Précy, Cires-lès-Mello, Cramoisy, Foulangues, Maysel, Mello, Montataire, Précy-sur-Oise, Rousseloy, Saint-Leu-d'Esserent, Saint-Vaast-lès-Mello, Thiverny, Ully-Saint-Georges, Villers-sous-Saint-Leu. |
| 14 | Mouy                   | 35                          | Angy, Ansacq, Bailleul-sur-Thérain, Bonlier, Bresles, Bury, Cambronne-lès-Clermont, Le Fay-Saint-Quentin, Fontaine-Saint-Lucien, Fouquerolles, Guignecourt, Haudivillers, Heilles, Hermes, Hondainville, Juvignies, Lafraye, Laversines, Litz, Maisoncelle-Saint-Pierre, Mouy, Neuilly-sous-Clermont, La Neuville-en-Hez, Nivillers, Oroër, Rémérangles, Rochy-Condé, La Rue-Saint-Pierre, Saint-Félix, Therdonne, Thury-sous-Clermont, Tillé, Troissereux, Velennes, Verderel-lès-Sauqueuse. |
| 15 | Nanteuil-le-Haudouin   | 46                          | Acy-en-Multien, Antilly, Autheuil-en-Valois, Bargny, Baron, Betz, Boissy-Fresnoy, Borest, Bouillancy, Boullarre, Boursonne, Brégy, Chèvreville, Cuvergnon, Ermenonville, Étavigny, Ève, Fontaine-Chaalis, Fresnoy-le-Luat, Gondreville, Ivors, Lagny-le-Sec, Lévignen, Mareuil-sur-Ourcq, Marolles, Montagny-Sainte-Félicité, Montlognon, Nanteuil-le-Haudouin, Neufchelles, Ognes, Ormoy-le-Davien, Ormoy-Villers, Péroy-les-Gombries, Le Plessis-Belleville, Réez-Fosse-Martin, Rosières, Rosoy-en-Multien, Rouville, Rouvres-en-Multien, Silly-le-Long, Thury-en-Valois, Varinfroy, Ver-sur-Launette, Versigny, La Villeneuve-sous-Thury, Villers-Saint-Genest. |
| 16 | Nogent-sur-Oise        | 6                           | Cauffry, Laigneville, Mogneville, Monchy-Saint-Éloi, Nogent-sur-Oise, Villers-Saint-Paul. |
| 17 | Noyon                  | 42                          | Appilly, Babœuf, Beaugies-sous-Bois, Beaurains-lès-Noyon, Béhéricourt, Berlancourt, Brétigny, Bussy, Caisnes, Campagne, Carlepont, Catigny, Crisolles, Cuts, Flavy-le-Meldeux, Fréniches, Frétoy-le-Château, Genvry, Golancourt, Grandrû, Guiscard, Larbroye, Libermont, Maucourt, Mondescourt, Morlincourt, Muirancourt, Noyon, Passel, Le Plessis-Patte-d'Oie, Pont-l'Évêque, Pontoise-lès-Noyon, Porquéricourt, Quesmy, Salency, Sempigny, Sermaize, Suzoy, Varesnes, Vauchelles, Ville, Villeselve. |
| 18 | Pont-Sainte-Maxence    | 23                          | Les Ageux, Angicourt, Barbery, Bazicourt, Beaurepaire, Brasseuse, Brenouille, Cinqueux, Monceaux, Montépilloy, Ognon, Pontpoint, Pont-Sainte-Maxence, Raray, Rhuis, Rieux, Roberval, Rully, Sacy-le-Grand, Sacy-le-Petit, Saint-Martin-Longueau, Villeneuve-sur-Verberie, Villers-Saint-Frambourg. |
| 19 | Saint-Just-en-Chaussée | 84                          | Abbeville-Saint-Lucien, Airion, Angivillers, Ansauvillers, Auchy-la-Montagne, Avrechy, Bacouël, Beauvoir, Blancfossé, Bonneuil-les-Eaux, Bonvillers, Breteuil, Broyes, Brunvillers-la-Motte, Bucamps, Bulles, Campremy, Catheux, Catillon-Fumechon, Chepoix, Choqueuse-les-Bénards, Conteville, Cormeilles, Crèvecœur-le-Grand, Le Crocq, Croissy-sur-Celle, Cuignières, Doméliers, Erquinvillers, Esquennoy, Essuiles, Fléchy, Fontaine-Bonneleau, Fournival, Francastel, Froissy, Le Gallet, Gannes, Gouy-les-Groseillers, Hardivillers, La Hérelle, Lachaussée-du-Bois-d'Écu, Lieuvillers, Luchy, Maisoncelle-Tuilerie, Maulers, Le Mesnil-Saint-Firmin, Le Mesnil-sur-Bulles, Montreuil-sur-Brêche, Mory-Montcrux, Muidorge, La Neuville-Saint-Pierre, Noirémont, Noroy, Nourard-le-Franc, Noyers-Saint-Martin, Oursel-Maison, Paillart, Plainval, Plainville, Le Plessier-sur-Bulles, Le Plessier-sur-Saint-Just, Puits-la-Vallée, Le Quesnel-Aubry, Quinquempoix, Ravenel, Reuil-sur-Brêche, Rocquencourt, Rotangy, Rouvroy-les-Merles, Saint-Just-en-Chaussée, Saint-Remy-en-l'Eau, Sainte-Eusoye, Le Saulchoy. |
| 20 | Senlis                 | 14                          | Aumont-en-Halatte, Avilly-Saint-Léonard, Chamant, La Chapelle-en-Serval, Courteuil, Fleurines, Mont-l'Évêque, Mortefontaine, Orry-la-Ville, Plailly, Pontarmé, Senlis, Thiers-sur-Thève, Vineuil-Saint-Firmin. |
| 21 | Thourotte              | 40                          | Amy, Avricourt, Bailly, Beaulieu-les-Fontaines, Cambronne-lès-Ribécourt, Candor, Cannectancourt, Canny-sur-Matz, Chevincourt, Chiry-Ourscamp, Crapeaumesnil, Cuy, Dives, Écuvilly, Élincourt-Sainte-Marguerite, Évricourt, Fresnières, Gury, Laberlière, Lagny, Lassigny, Longueil-Annel, Machemont, Marest-sur-Matz, Mareuil-la-Motte, Margny-aux-Cerises, Mélicocq, Montmacq, Ognolles, Pimprez, Plessis-de-Roye, Le Plessis-Brion, Ribécourt-Dreslincourt, Roye-sur-Matz, Saint-Léger-aux-Bois, Solente, Saint-Léger-aux-Bois, Solente, Thiescourt, Thourotte, Tracy-le-Val, Vandélicourt. |

### Pas-de-Calais(62) - 39 cantons
| N° | Nom du Canton          | Nombre de communes            | Communes composant le canton |
| -- | ---------------------- | ----------------------------- | --- |
| 1  | Aire-sur-la-Lys        | 17                            | Aire-sur-la-Lys, Blessy, Estrée-Blanche, Guarbecque, Isbergues, Lambres, Liettres, Ligny-lès-Aire, Linghem, Mazinghem, Quernes, Rely, Rombly, Roquetoire, Saint-Hilaire-Cottes, Witternesse, Wittes. |
| 2  | Arras-1                | 12 + fraction Arras           | 1) Les communes suivantes : Acq, Anzin-Saint-Aubin, Beaumetz-lès-Loges, Dainville, Écurie, Étrun, Marœuil, Mont-Saint-Éloi, Neuville-Saint-Vaast, Roclincourt, Sainte-Catherine, Wailly. 2) La partie de la commune d'Arras située à l'ouest d'une ligne définie par l'axe des voies et limites suivantes : depuis la limite territoriale de la commune d'Achicourt, rue Grigny, rue Adam-de-la-Halle, boulevard Crespel, rue Sainte-Claire, rue d'Amiens, boulevard du Président-Allende, boulevard Georges-Besnier, rond-point Baudimont, rue de la Croix-de-Grès, jusqu'à la limite territoriale de la commune de Sainte-Catherine. |
| 3  | Arras-2                | 11 + fraction Arras           | 1) Les communes suivantes : Athies, Bailleul-Sir-Berthoult, Fampoux, Farbus, Feuchy, Gavrelle, Monchy-le-Preux, Saint-Laurent-Blangy, Saint-Nicolas, Thélus, Willerval. 2) La partie de la commune d'Arras située au nord d'une ligne définie par l'axe des voies et limites suivantes : depuis la limite territoriale de la commune de Sainte-Catherine, rue de la Croix-de-Grès, rond-point Baudimont, boulevard Georges-Besnier, boulevard du Président-Allende, rue d'Amiens, rue Sainte-Claire, boulevard Crespel, cours de Verdun, rue Aristide-Briand, boulevard Carnot, avenue du Maréchal-Leclerc, pont Leclerc, rue Émile-Breton, rue Alexandre-Georges, rue Clusius, rue de Cambrai, jusqu'à la limite territoriale de la commune de Tilloy-lès-Mofflaines. |
| 4  | Arras-3                | 15 + fraction Arras           | 1) Les communes suivantes : Achicourt, Agny, Beaurains, Boiry-Becquerelle, Boisleux-au-Mont, Boisleux-Saint-Marc, Boyelles, Guémappe, Héninel, Hénin-sur-Cojeul, Mercatel, Neuville-Vitasse, Saint-Martin-sur-Cojeul, Tilloy-lès-Mofflaines, Wancourt. 2) La partie de la commune d'Arras non incluse dans les cantons d'Arras-1 et d'Arras-2. |
| 5  | Auchel                 | 9                             | Auchel, Calonne-Ricouart, Camblain-Châtelain, Cauchy-à-la-Tour, Diéval, Divion, Lozinghem, Marles-les-Mines, Ourton. |
| 6  | Auxi-le-Château        | 81                            | 1) Les communes suivantes au 1er janvier 2025 : Aix-en-Issart, Aubin-Saint-Vaast, Auchy-lès-Hesdin, Auxi-le-Château, Azincourt, Béalencourt, Beaurainville, Beauvoir-Wavans, Blangy-sur-Ternoise, Blingel, Boffles, Boisjean, Boubers-lès-Hesmond, Brévillers, Brimeux, Buire-au-Bois, Buire-le-Sec, Campagne-lès-Hesdin, Capelle-lès-Hesdin, Caumont, Cavron-Saint-Martin, Chériennes, Contes, Douriez, Éclimeux, Fillièvres, Fontaine-l'Étalon, Fresnoy, Galametz, Gennes-Ivergny, Gouy-Saint-André, Grigny, Guigny, Guisy, Haravesnes, Hesdin-la-Forêt, Hesmond, Incourt, Labroye, Lespinoy, La Loge, Loison-sur-Créquoise, Maintenay, Maisoncelle, Marant, Marconnelle, Marenla, Maresquel-Ecquemicourt, Marles-sur-Canche, Mouriez, Neulette, Nœux-lès-Auxi, Noyelles-lès-Humières, Offin, Le Parcq, Bouin-Plumoison, Le Ponchel, Le Quesnoy-en-Artois, Quœux-Haut-Maînil, Raye-sur-Authie, Regnauville, Rollancourt, Rougefay, Roussent, Saint-Denœux, Saint-Georges, Saint-Rémy-au-Bois, Saulchoy, Sempy, Tollent, Tortefontaine, Tramecourt, Vacqueriette-Erquières, Vaulx, Vieil-Hesdin, Villers-l'Hôpital, Wail, Wambercourt, Wamin, Willeman, Willencourt. 2) Les anciennes communes depuis le 1er janvier 2025 : Hesdin, Huby-Saint-Leu, Marconne et Sainte-Austreberthe regroupées dans la commune nouvelle d'Hesdin-la-Forêt. |
| 7  | Avesnes-le-Comte       | 108                           | Adinfer, Agnez-lès-Duisans, Agnières, Ambrines, Amplier, Aubigny-en-Artois, Avesnes-le-Comte, Bailleul-aux-Cornailles, Bailleulmont, Bailleulval, Barly, Basseux, Bavincourt, Beaudricourt, Beaufort-Blavincourt, Berlencourt-le-Cauroy, Berles-au-Bois, Berles-Monchel, Berneville, Béthonsart, Bienvillers-au-Bois, Blairville, Boiry-Saint-Martin, Boiry-Sainte-Rictrude, Cambligneul, Camblain-l'Abbé, Canettemont, Capelle-Fermont, La Cauchie, Chelers, Couin, Coullemont, Couturelle, Denier, Duisans, Estrée-Wamin, Famechon, Ficheux, Foncquevillers, Fosseux, Frévillers, Frévin-Capelle, Gaudiempré, Givenchy-le-Noble, Gommecourt, Gouves, Gouy-en-Artois, Grand-Rullecourt, Grincourt-lès-Pas, Habarcq, Halloy, Hannescamps, Haute-Avesnes, Hauteville, Hébuterne, Hendecourt-lès-Ransart, Hénu, La Herlière, Hermaville, Houvin-Houvigneul, Humbercamps, Ivergny, Izel-lès-Hameau, Lattre-Saint-Quentin, Liencourt, Lignereuil, Magnicourt-en-Comte, Magnicourt-sur-Canche, Maizières, Manin, Mingoval, Monchiet, Monchy-au-Bois, Mondicourt, Montenescourt, Noyellette, Noyelle-Vion, Orville, Pas-en-Artois, Penin, Pommera, Pommier, Puisieux, Ransart, Rebreuve-sur-Canche, Rebreuviette, Rivière, Sailly-au-Bois, Saint-Amand, Sars-le-Bois, Sarton, Saulty, Savy-Berlette, Simencourt, Sombrin, Souastre, Le Souich, Sus-Saint-Léger, Thièvres, Tilloy-lès-Hermaville, Tincques, Villers-Brûlin, Villers-Châtel, Villers-Sir-Simon, Wanquetin, Warlincourt-lès-Pas, Warlus, Warluzel |
| 8  | Avion                  | 4                             | Acheville, Avion, Méricourt, Sallaumines. |
| 9  | Bapaume                | 75                            | Ablainzevelle, Achiet-le-Grand, Achiet-le-Petit, Avesnes-lès-Bapaume, Ayette, Bancourt, Bapaume, Baralle, Barastre, Beaulencourt, Beaumetz-lès-Cambrai, Béhagnies, Bertincourt, Beugnâtre, Beugny, Biefvillers-lès-Bapaume, Bihucourt, Bourlon, Bucquoy, Buissy, Bullecourt, Bus, Chérisy, Courcelles-le-Comte, Croisilles, Douchy-lès-Ayette, Écourt-Saint-Quentin, Écoust-Saint-Mein, Épinoy, Ervillers, Favreuil, Fontaine-lès-Croisilles, Frémicourt, Gomiécourt, Graincourt-lès-Havrincourt, Grévillers, Hamelincourt, Haplincourt, Havrincourt, Hermies, Inchy-en-Artois, Lagnicourt-Marcel, Lebucquière, Léchelle, Ligny-Thilloy, Marquion, Martinpuich, Metz-en-Couture, Morchies, Morval, Mory, Moyenneville, Neuville-Bourjonval, Noreuil, Oisy-le-Verger, Palluel, Pronville-en-Artois, Quéant, Riencourt-lès-Bapaume, Rocquigny, Rumaucourt, Ruyaulcourt, Sains-lès-Marquion, Saint-Léger, Sapignies, Le Sars, Sauchy-Cauchy, Sauchy-Lestrée, Le Transloy, Trescault, Vaulx-Vraucourt, Vélu, Villers-au-Flos, Warlencourt-Eaucourt, Ytres. |
| 10 | Berck                  | 31                            | Airon-Notre-Dame, Airon-Saint-Vaast, Attin, Beaumerie-Saint-Martin, Berck, Bernieulles, Beutin, La Calotterie, Campigneulles-les-Grandes, Campigneulles-les-Petites, Colline-Beaumont, Conchil-le-Temple, Écuires, Estrée, Estréelles, Groffliers, Hubersent, Inxent, Lépine, La Madelaine-sous-Montreuil, Montcavrel, Montreuil-sur-Mer, Nempont-Saint-Firmin, Neuville-sous-Montreuil, Rang-du-Fliers, Recques-sur-Course, Sorrus, Tigny-Noyelle, Verton, Waben, Wailly-Beaucamp. |
| 11 | Béthune                | 7                             | Annezin, Béthune, Chocques, Labeuvrière, Lapugnoy, Oblinghem, Vendin-lès-Béthune. |
| 12 | Beuvry                 | 13                            | Beuvry, La Couture, Essars, Fleurbaix, Hinges, Laventie, Locon, Neuve-Chapelle, Richebourg, Sailly-sur-la-Lys, Verquigneul, Verquin, Vieille-Chapelle. |
| 13 | Boulogne-sur-Mer-1     | 6 + fraction Boulogne-sur-Mer | 1) Les communes suivantes : La Capelle-lès-Boulogne, Conteville-lès-Boulogne, Pernes-lès-Boulogne, Pittefaux, Wimereux, Wimille. 2) La partie de la commune de Boulogne-sur-Mer située au nord d'une ligne définie par l'axe des voies et limites suivantes : depuis le littoral, jetée Nord-Est, quai des Paquebots, quai Léon-Gambetta, boulevard François-Mitterrand, boulevard Daunou, rue de Perrochel, rue des Pipots, rue des Prêtres, Grande-Rue, boulevard Auguste-Mariette, Porte-Neuve, rue de la Porte-Neuve, avenue Charles-de-Gaulle, rue de la Paix, rue Louis-Duflos, rue Aristide-Briand, avenue Charles-de-Gaulle, jusqu'à la limite territoriale de la commune de Saint-Martin-Boulogne. |
| 14 | Boulogne-sur-Mer-2     | 4 + fraction Boulogne-sur-Mer | 1) Les communes suivantes : Baincthun, Echinghen, Le Portel, Saint-Martin-Boulogne. 2) La partie de la commune de Boulogne-sur-Mer non incluse dans le canton de Boulogne-sur-Mer-1. |
| 15 | Brebières              | 33                            | Arleux-en-Gohelle, Bellonne, Biache-Saint-Vaast, Boiry-Notre-Dame, Brebières, Cagnicourt, Corbehem, Dury, Étaing, Éterpigny, Fresnes-lès-Montauban, Fresnoy-en-Gohelle, Gouy-sous-Bellonne, Hamblain-les-Prés, Haucourt, Hendecourt-lès-Cagnicourt, Izel-lès-Équerchin, Neuvireuil, Noyelles-sous-Bellonne, Oppy, Pelves, Plouvain, Quiéry-la-Motte, Récourt, Rémy, Riencourt-lès-Cagnicourt, Rœux, Sailly-en-Ostrevent, Saudemont, Tortequesne, Villers-lès-Cagnicourt, Vis-en-Artois, Vitry-en-Artois. |
| 16 | Bruay-la-Buissière     | 12                            | Bajus, Beugin, Bruay-la-Buissière, Caucourt, La Comté, Estrée-Cauchy, Fresnicourt-le-Dolmen, Gauchin-Légal, Hermin, Houdain, Maisnil-lès-Ruitz, Rebreuve-Ranchicourt. |
| 17 | Bully-les-Mines        | 12                            | Ablain-Saint-Nazaire, Aix-Noulette, Angres, Bouvigny-Boyeffles, Bully-les-Mines, Carency, Gouy-Servins, Mazingarbe, Sains-en-Gohelle, Servins, Souchez, Villers-au-Bois. |
| 18 | Calais-1               | 10 + fraction Calais          | 1) Les communes suivantes : Bonningues-lès-Calais, Coquelles, Escalles, Fréthun, Hames-Boucres, Nielles-lès-Calais, Peuplingues, Pihen-lès-Guînes, Saint-Tricat, Sangatte. 2) La partie de la commune de Calais située à l'ouest d'une ligne définie par l'axe des voies et limites suivantes : depuis le littoral, ligne droite parallèle au quai Vertillard passant par l'extrémité du quai en Eau-Profonde, quai de la Marée, canal de Calais à Saint-Omer, boulevard La Fayette, boulevard Pasteur, place d'Alsace, rue des Fontinettes, ligne de chemin de fer à partir de la gare des Fontinettes le long de la rue d'Épinal, jusqu'à la limite territoriale de la commune de Coquelles. |
| 19 | Calais-2               | 25 + fraction Calais          | 1) Les communes suivantes : Alembon, Andres, Ardres, Les Attaques, Autingues, Bainghen, Balinghem, Bouquehault, Boursin, Brêmes, Caffiers, Campagne-lès-Guines, Coulogne, Fiennes, Guînes, Hardinghen, Herbinghen, Hermelinghen, Hocquinghen, Landrethun-lès-Ardres, Licques, Louches, Nielles-lès-Ardres, Rodelinghem, Sanghen. 2) La partie de la commune de Calais située au sud d'une ligne définie par l'axe des voies et limites suivantes : depuis la limite territoriale de la commune de Coquelles, ligne de chemin de fer le long de la rue d'Épinal, rampe du Four-à-Chaux, rue Crespin, rue du Four-à-Chaux, autoroute A 16, canal de Calais à Saint-Omer, ligne de chemin de fer, bretelle de l'autoroute A 16, rond-point de la Nouvelle-France, watergang du Sud, avenue Antoine-de-Saint-Exupéry, jusqu'à la limite territoriale de la commune de Marck. |
| 20 | Calais-3               | fraction Calais               | Partie de la commune de Calais non incluse dans les cantons de Calais-1 et de Calais-2. |
| 21 | Carvin                 | 3                             | Carvin, Courrières, Libercourt. |
| 22 | Desvres                | 52                            | Alincthun, Ambleteuse, Audembert, Audinghen, Audresselles, Bazinghen, Bellebrune, Belle-et-Houllefort, Beuvrequen, Bournonville, Brunembert, Carly, Colembert, Courset, Crémarest, Desvres, Doudeauville, Ferques, Halinghen, Henneveux, Hervelinghen, Lacres, Landrethun-le-Nord, Leubringhen, Leulinghen-Bernes, Longfossé, Longueville, Lottinghen, Maninghen-Henne, Marquise, Menneville, Nabringhen, Offrethun, Quesques, Questrecques, Rety, Rinxent, Saint-Inglevert, Saint-Martin-Choquel, Samer, Selles, Senlecques, Tardinghen, Tingry, Verlincthun, Vieil-Moutier, Wacquinghen, Le Wast, Wierre-au-Bois, Wierre-Effroy, Wirwignes, Wissant. |
| 23 | Douvrin                | 14                            | Annequin, Auchy-les-Mines, Billy-Berclau, Cambrin, Cuinchy, Douvrin, Festubert, Givenchy-lès-la-Bassée, Haisnes, Lorgies, Noyelles-lès-Vermelles, Sailly-Labourse, Vermelles, Violaines. |
| 24 | Étaples                | 15                            | Bréxent-Énocq, Camiers, Cormont, Cucq, Étaples, Frencq, Lefaux, Longvilliers, Maresville, Merlimont, Saint-Aubin, Saint-Josse, Le Touquet-Paris-Plage, Tubersent, Widehem. |
| 25 | Fruges                 | 52                            | 1) Les communes suivantes : Ambricourt, Audincthun, Avondance, Avroult, Beaumetz-lès-Aire, Bellinghem, Bomy, Canlers, Coupelle-Neuve, Coupelle-Vieille, Coyecques, Crépy, Créquy, Delettes, Dennebrœucq, Ecques, Embry, Enquin-lez-Guinegatte, Erny-Saint-Julien, Fauquembergues, Febvin-Palfart, Fléchin, Fressin, Fruges, Heuringhem, Hézecques, Laires, Lebiez, Lugy, Mametz, Matringhem, Mencas, Merck-Saint-Liévin, Planques, Quiestède, Racquinghem, Radinghem, Reclinghem, Renty, Rimboval, Royon, Ruisseauville, Sains-lès-Fressin, Saint-Martin-d'Hardinghem, Saint-Augustin, Senlis, Thérouanne, Thiembronne, Torcy, Verchin, Vincly, Wardrecques. 2) Les anciennes communes : Clarques et Rebecques regroupées dans la commune nouvelle de Saint-Augustin (2016) ; Herbelles et Inghem regroupées dans la commune nouvelle de Bellinghem (2016) ; Enguinegatte et Enquin-les-Mines regroupées dans la commune nouvelle d'Enquin-lez-Guinegatte (2017) . |
| 26 | Harnes                 | 6                             | Billy-Montigny, Bois-Bernard, Fouquières-lès-Lens, Harnes, Noyelles-sous-Lens, Rouvroy. |
| 27 | Hénin-Beaumont-1       | 3 + fraction Hénin-Beaumont   | 1) Les communes suivantes : Dourges, Montigny-en-Gohelle, Oignies. 2) La partie de la commune d'Hénin-Beaumont située au nord d'une ligne définie par l'axe des voies et limites suivantes : depuis la limite territoriale de la commune de Dourges, rue de Dourges, rue Léon-Pruvot, rue Élie-Gruyelle, rue Jean-Jacques-Rousseau, rue Jules-Guesde, rue des Girondins, rue Voltaire, boulevard du Maréchal-Juin, rue Robert-Aylé, boulevard Gabriel-Péri, boulevard du Président-Salvador-Allende, jusqu'à la limite territoriale de la commune de Montigny-en-Gohelle. |
| 28 | Hénin-Beaumont-2       | 5 + fraction Hénin-Beaumont   | 1) Les communes suivantes : Courcelles-lès-Lens, Drocourt, Évin-Malmaison, Leforest, Noyelles-Godault. 2) La partie de la commune d'Hénin-Beaumont non incluse dans le canton d'Hénin-Beaumont-1. |
| 29 | Lens                   | 3                             | Annay, Lens, Loison-sous-Lens. |
| 30 | Liévin                 | 4                             | Éleu-dit-Leauwette, Givenchy-en-Gohelle, Liévin, Vimy. |
| 31 | Lillers                | 22                            | Allouagne, Ames, Amettes, Auchy-au-Bois, Bourecq, Burbure, Busnes, Calonne-sur-la-Lys, Ecquedecques, Ferfay, Gonnehem, Ham-en-Artois, Lespesses, Lestrem, Lières, Lillers, Mont-Bernanchon, Norrent-Fontes, Robecq, Saint-Floris, Saint-Venant, Westrehem. |
| 32 | Longuenesse            | 7                             | Arques, Blendecques, Campagne-lès-Wardrecques, Hallines, Helfaut, Longuenesse, Wizernes. |
| 33 | Lumbres                | 60                            | Acquin-Westbécourt, Affringues, Aix-en-Ergny, Alette, Alquines, Audrehem, Avesnes, Bayenghem-lès-Seninghem, Bécourt, Beussent, Bezinghem, Bimont, Bléquin, Boisdinghem, Bonningues-lès-Ardres, Bourthes, Bouvelinghem, Campagne-lès-Boulonnais, Clenleu, Clerques, Cléty, Coulomby, Dohem, Elnes, Enquin-sur-Baillons, Ergny, Escœuilles, Esquerdes, Haut-Loquin, Herly, Hucqueliers, Humbert, Journy, Ledinghem, Leulinghem, Lumbres, Maninghem, Nielles-lès-Bléquin, Ouve-Wirquin, Parenty, Pihem, Preures, Quelmes, Quercamps, Quilen, Rebergues, Remilly-Wirquin, Rumilly, Saint-Michel-sous-Bois, Seninghem, Setques, Surques, Vaudringhem, Verchocq, Wavrans-sur-l'Aa, Wicquinghem, Wismes, Wisques, Zoteux, Zudausques. |
| 34 | Marck                  | 16                            | Audruicq, Guemps, Marck, Muncq-Nieurlet, Nortkerque, Nouvelle-Église, Offekerque, Oye-Plage, Polincove, Recques-sur-Hem, Ruminghem, Saint-Folquin, Saint-Omer-Capelle, Sainte-Marie-Kerque, Vieille-Église, Zutkerque. |
| 35 | Nœux-les-Mines         | 13                            | Barlin, Drouvin-le-Marais, Fouquereuil, Fouquières-lès-Béthune, Gosnay, Haillicourt, Hersin-Coupigny, Hesdigneul-lès-Béthune, Houchin, Labourse, Nœux-les-Mines, Ruitz, Vaudricourt. |
| 36 | Outreau                | 11                            | Condette, Dannes, Équihen-Plage, Hesdigneul-lès-Boulogne, Hesdin-l'Abbé, Isques, Nesles, Neufchâtel-Hardelot, Outreau, Saint-Étienne-au-Mont, Saint-Léonard. |
| 37 | Saint-Omer             | 16                            | 1) Les communes suivantes au 1er janvier 2016 : Bayenghem-lès-Éperlecques, Clairmarais, Éperlecques, Houlle, Mentque-Nortbécourt, Moringhem, Moulle, Nordausques, Nort-Leulinghem, Saint-Martin-lez-Tatinghem, Saint-Omer, Salperwick, Serques, Tilques, Tournehem-sur-la-Hem, Zouafques. 2) Les anciennes communes depuis le 1er janvier 2016 : Saint-Martin-au-Laërt et Tatinghem regroupées dans la commune nouvelle de Saint-Martin-lez-Tatinghem. |
| 38 | Saint-Pol-sur-Ternoise | 87                            | 1) Les communes suivantes au 1er janvier 2019 : Anvin, Aubrometz, Aumerval, Averdoingt, Bailleul-lès-Pernes, Beauvois, Bergueneuse, Bermicourt, Blangerval-Blangermont, Bonnières, Boubers-sur-Canche, Bouret-sur-Canche, Bours, Boyaval, Brias, Buneville, Conchy-sur-Canche, Conteville-en-Ternois, Croisette, Croix-en-Ternois, Écoivres, Eps, Équirre, Érin, Fiefs, Flers, Fleury, Floringhem, Fontaine-lès-Boulans, Fontaine-lès-Hermans, Fortel-en-Artois, Foufflin-Ricametz, Framecourt, Frévent, Gauchin-Verloingt, Gouy-en-Ternois, Guinecourt, Hautecloque, Héricourt, Herlincourt, Herlin-le-Sec, Hernicourt, Hestrus, Heuchin, Huclier, Humerœuille, Humières, Ligny-sur-Canche, Ligny-Saint-Flochel, Linzeux, Lisbourg, Maisnil, Marest, Marquay, Moncheaux-lès-Frévent, Monchel-sur-Canche, Monchy-Breton, Monchy-Cayeux, Monts-en-Ternois, Nédon, Nédonchel, Neuville-au-Cornet, Nuncq-Hautecôte, Œuf-en-Ternois, Ostreville, Pernes, Pierremont, Prédefin, Pressy, Ramecourt, Roëllecourt, Sachin, Sains-lès-Pernes, Saint-Michel-sur-Ternoise, Saint-Pol-sur-Ternoise, Séricourt, Sibiville, Siracourt, Tangry, Teneur, Ternas, La Thieuloye, Tilly-Capelle, Troisvaux, Vacquerie-le-Boucq, Valhuon, Wavrans-sur-Ternoise. 2) L'ancienne commune depuis le 1er janvier 2019 : Canteleux intégrée dans la commune nouvelle de Bonnières. |
| 39 | Wingles                | 9                             | Bénifontaine, Estevelles, Grenay, Hulluch, Loos-en-Gohelle, Meurchin, Pont-à-Vendin, Vendin-le-Vieil, Wingles. |

### Somme(80) - 23 cantons
| N° | Nom du Canton       | Nombre de communes entières | Communes composant le canton |
| -- | ------------------- | --------------------------- | --- |
| 1  | Abbeville-1         | 23 + fraction Abbeville     | 1. Les communes suivantes : Agenvillers, Bellancourt, Buigny-Saint-Maclou, Canchy, Caours, Domvast, Drucat, Forest-l'Abbaye, Forest-Montiers, Gapennes, Grand-Laviers, Hautvillers-Ouville, Lamotte-Buleux, Millencourt-en-Ponthieu, Neufmoulin, Neuilly-l'Hôpital, Nouvion, Noyelles-sur-Mer, Ponthoile, Port-le-Grand, Sailly-Flibeaucourt, Le Titre, Vauchelles-les-Quesnoy. 2. La partie de la commune d'Abbeville située au nord d'une ligne définie par l'axe des voies et limites suivantes : depuis la limite territoriale de la commune de Vauchelles-les-Quesnoy, route d'Amiens (route départementale 1001), chemin des Postes, avenue Charles-Bignon (exclue), rue Saint-Gilles, rue du Maréchal-Foch, place Max-Lejeune, rue Jean-de-Ponthieu, place de l'Amiral-Courbet, rue des Teinturiers, rue Jules-Magnier, rue de l'Eauette, place Saint-Jacques, grande-rue Saint-Jacques, rue Ledien, cours de la Somme, ligne de chemin de fer, jusqu'à la limite territoriale de la commune de Grand-Laviers. |
| 2  | Abbeville-2         | 24 + fraction Abbeville     | 1° Les communes suivantes : Acheux-en-Vimeu, Arrest, Béhen, Boismont, Bray-lès-Mareuil, Cahon, Cambron, Eaucourt-sur-Somme, Épagne-Épagnette, Ercourt, Estrébœuf, Franleu, Grébault-Mesnil, Huchenneville, Mareuil-Caubert, Miannay, Mons-Boubert, Moyenneville, Quesnoy-le-Montant, Saigneville, Saint-Valery-sur-Somme, Tœufles, Tours-en-Vimeu, Yonval. 2° La partie de la commune d'Abbeville non incluse dans le canton d'Abbeville-1. |
| 3  | Ailly-sur-Noye      | 54                          | Ailly-sur-Noye, Aubvillers, Bacouel-sur-Selle, Belleuse, Bosquel, Brassy, Chaussoy-Épagny, Chirmont, Contre, Conty, Cottenchy, Coullemelle, Courcelles-sous-Thoix, Dommartin, Esclainvillers, Essertaux, Estrées-sur-Noye, La Faloise, Flers-sur-Noye, Fleury, Folleville, Fossemanant, Fouencamps, Fransures, Frémontiers, Grattepanche, Grivesnes, Guyencourt-sur-Noye, Hallivillers, Jumel, Lawarde-Mauger-l'Hortoy, Lœuilly, Louvrechy, Mailly-Raineval, Monsures, Namps-Maisnil, Monsures, Namps-Maisnil, Nampty, Neuville-lès-Lœuilly, Oresmaux, Plachy-Buyon, Prouzel, Quiry-le-Sec, Remiencourt, Rogy, Rouvrel, Saint-Sauflieu, Sauvillers-Mongival, Sentelie, Sourdon, Thézy-Glimont, Thoix, Thory, Tilloy-lès-Conty, Velennes. |
| 4  | Ailly-sur-Somme     | 44                          | Ailly-sur-Somme, Airaines, Argœuves, Avelesges, Belloy-sur-Somme, Bougainville, Bourdon, Bovelles, Breilly, Briquemesnil-Floxicourt, Camps-en-Amiénois, Cavillon, La Chaussée-Tirancourt, Clairy-Saulchoix, Creuse, Crouy-Saint-Pierre, Dreuil-lès-Amiens, Ferrières, Fluy, Fourdrinoy, Fresnoy-au-Val, Guignemicourt, Hangest-sur-Somme, Laleu, Le Mesge, Métigny, Molliens-Dreuil, Montagne-Fayel, Oissy, Picquigny, Pissy, Quesnoy-sur-Airaines, Quevauvillers, Revelles, Riencourt, Saint-Aubin-Montenoy, Riencourt, Saint-Aubin-Montenoy, Saint-Sauveur, Saisseval, Saveuse, Seux, Soues, Tailly, Warlus, Yzeux. |
| 5  | Albert              | 67                          | Acheux-en-Amiénois, Albert, Arquèves, Auchonvillers, Authie, Authuille, Aveluy, Bayencourt, Bazentin, Beaucourt-sur-l'Ancre, Beaumont-Hamel, Bécordel-Bécourt, Bertrancourt, Bouzincourt, Bray-sur-Somme, Buire-sur-l'Ancre, Bus-lès-Artois, Cappy, Carnoy, Chuignolles, Coigneux, Colincamps, Contalmaison, Courcelette, Courcelles-au-Bois, Curlu, Dernancourt, Éclusier-Vaux, Englebelmer, Étinehem, Forceville, Fricourt, Frise, Grandcourt, Harponville, Hédauville, Harponville, Hédauville, Hérissart, Irles, Laviéville, Léalvillers, Louvencourt, Mailly-Maillet, Mametz, Maricourt, Marieux, Méaulte, Méricourt-sur-Somme, Mesnil-Martinsart, Millencourt, Miraumont, Montauban-de-Picardie, Morlancourt, La Neuville-lès-Bray, Ovillers-la-Boisselle, Pozières, Puchevillers, Pys, Raincheval, Saint-Léger-lès-Authie, Senlis-le-Sec, Suzanne, Thiepval, Thièvres, Toutencourt, Varennes, Vauchelles-lès-Authie, Ville-sur-Ancre. |
| 6  | Amiens-1            | fraction Amiens             | Partie de la commune d'Amiens située au nord et à l'ouest d'une ligne définie par l'axe des voies et limites suivantes : depuis la limite territoriale de la commune de Pont-de-Metz, cours d'eau dit du « Fossé Mancel », passant à l'intersection des rues du Chapitre et des Deux-Ponts, chemin latéral de la Haute-Selle, allée des Soupirs, allée du Tivoli, boulevard des Fédérés, rue Pinsard, ligne passant par les numéros 44 et 47 de la rue Saint-Roch, les numéros 11 et 46 du boulevard Garibaldi et le carrefour du Marché-aux-Chevaux, rue de la Hotoie, rue au Lin (exclue), rue des Chaudronniers (exclue), rue du Marché-Lanselles, place au Feurre, rue des Francs-Muriers (exclue), grande-rue de la Veillère (exclue), rue du Bout-de-la-Veillère (exclue), rue de la Résistance, cours du bras de la Somme longeant la rue des Déportés, avenue du Général-de-Gaulle, carrefour Georges-Clemenceau, rue Franklin-Roosevelt, avenue Roger-Dumoulin, jusqu'à la limite territoriale de la commune de Poulainville. |
| 7  | Amiens-2            | 10 + fraction Amiens        | 1° Les communes suivantes : Allonville, Bertangles, Cardonnette, Coisy, Montonvillers, Poulainville, Querrieu, Rainneville, Saint-Gratien, Villers-Bocage. 2° La partie de la commune d'Amiens située à l'est et au nord d'une ligne définie par l'axe des voies et limites suivantes : depuis la limite territoriale de la commune de Poulainville, avenue Roger-Dumoulin, rue Franklin-Roosevelt, carrefour Georges-Clemenceau, rue Robert-Schumann, rue Winston-Churchill, rue Delalande, rue Gabriel-Fauré, rue Pierre-et-Maurice-Garet, rue René-Coty, rue de l'Abbé-Dumont, rue Lucien-Lecointe, boulevard de Roubaix, avenue de la Défense-Passive, jusqu'à la limite territoriale de la commune de Rivery. |
| 8  | Amiens-3            | 7 + fraction Amiens         | 1° Les communes suivantes : Aubigny, Bussy-lès-Daours, Camon, Daours, Lamotte-Brebière, Rivery, Vecquemont. 2° La partie de la commune d'Amiens située à l'est d'une ligne définie par l'axe des voies et limites suivantes : depuis la limite territoriale de la commune de Rivery, avenue de la Défense-Passive, boulevard de Roubaix, rue Lucien-Lecointe, rue de l'Abbé-Dumont, rue René-Coty, rue Pierre-et-Maurice-Garet, rue Gabriel-Fauré, rue Delalande, rue Winston-Churchill, rue Robert-Schumann, carrefour Georges-Clemenceau, avenue du Général-de-Gaulle, cours du bras de la Somme longeant la rue des Déportés, rue de la Résistance, grande-rue de la Veillère (incluse), rue des Francs-Mûriers (incluse), place au Feurre, rue du Marché-Lanselles, rue des Orfèvres, rue Flatters, rue Henri-IV, place Notre-Dame, rue Cormont, place Saint-Michel, rue Adéodat-Lefèvre, rue des Augustins, rue de la Barette, boulevard d'Alsace-Lorraine, place Alphonse-Fiquet, ligne de chemin de fer, pont de la Solitude, rue de l'Agrappin, rue Voyelle, jusqu'à la Somme. |
| 9  | Amiens-4            | 6 + fraction Amiens         | 1° Les communes suivantes : Blangy-Tronville, Cachy, Gentelles, Glisy, Longueau, Villers-Bretonneux. 2° La partie de la commune d'Amiens située au sud et à l'est d'une ligne définie par l'axe des voies et limites suivantes : depuis la limite territoriale de la commune de Camon, rue Voyelle, rue de l'Agrappin, pont de la Solitude, ligne de chemin de fer, ligne droite dans le prolongement de la rue du Pinceau (exclue), rue Jules-Barni, rue de Cagny, rue du Chemin-Vert, rue Blaise-Pascal (incluse), rue Babeuf (incluse), allée des Coccinelles (exclue), rue de la 3e-Division-d'Infanterie (exclue), rue Descartes, rue Condorcet (square Choderlos-de-Laclos inclus), rue de Cagny, ligne tracée dans le prolongement de l'impasse André-Lurçat traversant la rue du Héron-Cendré à son intersection avec la rue Marcel-Paul et la rue du Bel-Air aux numéros 27 et 34 et son prolongement jusqu'à l'Avre et la limite territoriale de la commune de Cagny. |
| 10 | Amiens-5            | 2 + fraction Amiens         | 1° Les communes suivantes : Boves, Cagny. 2° La partie de la commune d'Amiens située au sud d'une ligne définie par l'axe des voies et limites suivantes : depuis la limite territoriale de la commune de Cagny, ligne tracée dans le prolongement de l'impasse André-Lurçat traversant la rue du Héron-Cendré à son intersection avec la rue Marcel-Paul et la rue du Bel-Air aux numéros 27 et 34 et son prolongement depuis le cours de l'Avre, rue de Cagny, rue Condorcet (exclue), rue Descartes, rue de la 3e-Division-d'Infanterie (incluse), allée des Coccinelles (incluse), rue Babeuf (exclue), rue Blaise-Pascal (exclue), rue du Chemin-Vert (exclue), rue de Cagny (exclue), rue Jules-Barni, rue du Pinceau, ligne de chemin de fer, place Alphonse-Fiquet (des numéros 1 à 29 et 4 à 28 et tour Perret), boulevard de Belfort, mail Albert-Ier, rue des Otages, place du Maréchal-Joffre (incluse), boulevard Jules-Verne (exclu), rue Charles-Dubois (incluse), rue Paul-Sautai, rue Saint-Fuscien, jusqu'à la limite territoriale de la commune de Saint-Fuscien. |
| 11 | Amiens-6            | 5 + fraction Amiens         | 1° Les communes suivantes : Dury, Hébécourt, Rumigny, Sains-en-Amiénois, Saint-Fuscien. 2° La partie de la commune d'Amiens située à l'ouest et au sud d'une ligne définie par l'axe des voies et limites suivantes : depuis la limite territoriale de la commune de Saint-Fuscien, rue Saint-Fuscien, rue Paul-Sautai, rue Charles-Dubois (exclue), boulevard Jules-Verne (inclus), place du Maréchal-Joffre (exclue), rue des Otages (incluse), mail Albert-Ier, boulevard de Belfort, boulevard d'Alsace-Lorraine, rue de la Barette, rue des Augustins, rue Adéodat-Lefèvre, place Saint-Michel, rue Cormont, place Notre-Dame, rue Flatters, rue des Orfèvres, rue du Marché-Lanselles, place Gambetta (incluse), rue de la République (incluse), rue des Cordeliers (incluse), rue de Beauvais (exclue), rue du Maréchal-de-Lattre-de-Tassigny (exclue), boulevard Maignan-Larivière (exclu), place Longueville, rue Lenôtre (exclue), esplanade Edouard-Branly (exclue), rue de Paris (incluse), rue Saint-Honoré (incluse), carrefour du boulevard de Châteaudun, rue Jean-Moulin (exclue), jusqu'à la limite territoriale de la commune de Salouël.                                                                                          |
| 12 | Amiens-7            | 4 + fraction Amiens         | 1° Les communes suivantes : Pont-de-Metz, Saleux, Salouël, Vers-sur-Selles. 2° La partie de la commune d'Amiens non incluse dans les cantons d'Amiens-1, d'Amiens-2, d'Amiens-3, d'Amiens-4, d'Amiens-5 et d'Amiens-6. |
| 13 | Corbie              | 40                          | Baizieux, Bavelincourt, Beaucourt-sur-l'Hallue, Béhencourt, Bonnay, Bresle, Cerisy, Chipilly, Contay, Corbie, Fouilloy, Franvillers, Fréchencourt, Le Hamel, Hamelet, Heilly, Hénencourt, Lahoussoye, Lamotte-Warfusée, Marcelcave, Méricourt-l'Abbé, Mirvaux, Molliens-au-Bois, Montigny-sur-l'Hallue, Morcourt, Naours, Pierregot, Pont-Noyelles, Ribemont-sur-Ancre, Rubempré, Sailly-Laurette, Sailly-le-Sec, Talmas, Treux, Vadencourt, Vaire-sous-Corbie, Vadencourt, Vaire-sous-Corbie, Vaux-sur-Somme, La Vicogne, Wargnies, Warloy-Baillon. |
| 14 | Doullens            | 44                          | Agenville, Autheux, Authieule, Barly, Béalcourt, Beaumetz, Beauquesne, Beauval, Bernâtre, Bernaville, Berneuil, Boisbergues, Bonneville, Bouquemaison, Brévillers, Candas, Conteville, Domesmont, Domléger-Longvillers, Doullens, Épécamps, Fieffes-Montrelet, Fienvillers, Frohen-sur-Authie, Gézaincourt, Gorges, Grouches-Luchuel, Hem-Hardinval, Heuzecourt, Hiermont, Humbercourt, Longuevillette, Lucheux, Maizicourt, Le Meillard, Mézerolles, Le Meillard, Mézerolles, Montigny-les-Jongleurs, Neuvillette, Occoches, Outrebois, Prouville, Remaisnil, Saint-Acheul, Terramesnil. |
| 15 | Flixecourt          | 24                          | Berteaucourt-les-Dames, Bettencourt-Saint-Ouen, Bouchon, Canaples, Condé-Folie, Domart-en-Ponthieu, L'Étoile, Flesselles, Flixecourt, Franqueville, Fransu, Halloy-lès-Pernois, Havernas, Lanches-Saint-Hilaire, Pernois, Ribeaucourt, Saint-Léger-lès-Domart, Saint-Ouen, Saint-Vaast-en-Chaussée, Surcamps, Vauchelles-lès-Domart, Vaux-en-Amiénois, Vignacourt, Ville-le-Marclet. |
| 16 | Friville-Escarbotin | 24                          | Allenay, Ault, Béthencourt-sur-Mer, Bourseville, Brutelles, Cayeux-sur-Mer, Fressenneville, Friaucourt, Friville-Escarbotin, Lanchères, Méneslies, Mers-les-Bains, Nibas, Ochancourt, Oust-Marest, Pendé, Saint-Blimont, Saint-Quentin-la-Motte-Croix-au-Bailly, Valines, Tully, Vaudricourt, Woignarue, Woincourt, Yzengremer. |
| 17 | Gamaches            | 36                          | Aigneville, Allery, Bailleul, Beauchamps, Bettencourt-Rivière, Biencourt, Bouillancourt-en-Séry, Bouttencourt, Bouvaincourt-sur-Bresle, Buigny-lès-Gamaches, Chépy, Citerne, Dargnies, Doudelainville, Embreville, Érondelle, Feuquières-en-Vimeu, Fontaine-sur-Somme, Frettemeule, Frucourt, Gamaches, Hallencourt, Huppy, Liercourt, Limeux, Longpré-les-Corps-Saints, Maisnières, Martainneville, Mérélessart, Ramburelles, Saint-Maxent, Sorel-en-Vimeu, Tilloy-Floriville, Vaux-Marquenneville, Vismes, Wiry-au-Mont. Vismes, Wiry-au-Mont. |
| 18 | Ham                 | 67                          | Ablaincourt-Pressoir, Assevillers, Athies, Belloy-en-Santerre, Berny-en-Santerre, Béthencourt-sur-Somme, Billancourt, Breuil, Brouchy, Buverchy, Chaulnes, Chuignes, Cizancourt, Croix-Moligneaux, Curchy, Dompierre-Becquincourt, Douilly, Ennemain, Épénancourt, Eppeville, Esmery-Hallon, Estrées-Deniécourt, Falvy, Fay, Fontaine-lès-Cappy, Foucaucourt-en-Santerre, Framerville-Rainecourt, Fresnes-Mazancourt, Grécourt, Ham, Herleville, Hombleux, Hyencourt-le-Grand, Languevoisin-Quiquery, Licourt, Lihons, Marchélepot, Matigny, Mesnil-Saint-Nicaise, Moyencourt, Misery, Monchy-Lagache, Morchain, Muille-Villette, Nesle, Offoy, Omiécourt, Pargny, Pertain, Potte, Proyart, Punchy, Puzeaux, Quivières, Rethonvillers, Rouy-le-Grand, Rouy-le-Petit, Saint-Christ-Briost, Sancourt, Soyécourt, Tertry, Ugny-l'Équipée, Vauvillers, Vermandovillers, Villecourt, Voyennes, Y. |
| 19 | Moreuil             | 43                          | Arvillers, Aubercourt, Bayonvillers, Beaucourt-en-Santerre, Beaufort-en-Santerre, Berteaucourt-lès-Thennes, Bouchoir, Braches, Caix, Cayeux-en-Santerre, La Chavatte, Chilly, Contoire, Démuin, Domart-sur-la-Luce, Folies, Fouquescourt, Fransart, Fresnoy-en-Chaussée, Guillaucourt, Hailles, Hallu, Hangard, Hangest-en-Santerre, Harbonnières, Ignaucourt, Maucourt, Méharicourt, Mézières-en-Santerre, Moreuil, Morisel, La Neuville-Sire-Bernard, Parvillers-le-Quesnoy, Pierrepont-sur-Avre, Le Plessier-Rozainvillers, Le Quesnel, Le Plessier-Rozainvillers, Le Quesnel, Rosières-en-Santerre, Rouvroy-en-Santerre, Thennes, Villers-aux-Érables, Vrély, Warvillers, Wiencourt-l'Équipée. |
| 20 | Péronne             | 60                          | Aizecourt-le-Bas, Aizecourt-le-Haut, Allaines, Barleux, Bernes, Biaches, Bouchavesnes-Bergen, Bouvincourt-en-Vermandois, Brie, Buire-Courcelles, Bussu, Cartigny, Cléry-sur-Somme, Combles, Devise, Doingt, Driencourt, Épehy, Équancourt, Estrées-Mons, Éterpigny, Étricourt-Manancourt, Feuillères, Fins, Flaucourt, Flers, Ginchy, Gueudecourt, Guillemont, Guyencourt-Saulcourt, Hancourt, Hardecourt-aux-Bois, Hem-Monacu, Hervilly, Herbécourt, Hesbécourt, Herbécourt, Hesbécourt, Heudicourt, Lesbœufs, Liéramont, Longavesnes, Longueval, Marquaix, Maurepas, Mesnil-Bruntel, Mesnil-en-Arrouaise, Moislains, Nurlu, Péronne, Pœuilly, Rancourt, Roisel, Ronssoy, Sailly-Saillisel, Sorel, Templeux-la-Fosse, Templeux-le-Guérard, Tincourt-Boucly, Villers-Carbonnel, Villers-Faucon, Vraignes-en-Vermandois. |
| 21 | Poix-de-Picardie    | 79                          | Andainville, Arguel, Aumâtre, Aumont, Avesnes-Chaussoy, Beaucamps-le-Jeune, Beaucamps-le-Vieux, Belloy-Saint-Léonard, Bergicourt, Bermesnil, Bettembos, Blangy-sous-Poix, Brocourt, Bussy-lès-Poix, Cannessières, Caulières, Cerisy-Buleux, Courcelles-sous-Moyencourt, Croixrault, Dromesnil, Épaumesnil, Éplessier, Équennes-Éramecourt, Étréjust, Famechon, Fontaine-le-Sec, Forceville-en-Vimeu, Foucaucourt-Hors-Nesle, Fourcigny, Framicourt, Fresnes-Tilloloy, Fresneville, Fresnoy-Andainville, Frettecuisse, Fricamps, Gauville, Fricamps, Gauville, Guizancourt, Hescamps, Heucourt-Croquoison, Hornoy-le-Bourg, Inval-Boiron, Lachapelle, Lafresguimont-Saint-Martin, Lamaronde, Lignières-Châtelain, Lignières-en-Vimeu, Liomer, Marlers, Le Mazis, Meigneux, Méréaucourt, Méricourt-en-Vimeu, Morvillers-Saint-Saturnin, Mouflières, Moyencourt-lès-Poix, Nesle-l'Hôpital, Neslette, Neuville-au-Bois, Neuville-Coppegueule, Offignies, Oisemont, Poix-de-Picardie, Le Quesne, Rambures, Saint-Aubin-Rivière, Saint-Germain-sur-Bresle, Saint-Léger-sur-Bresle, Saint-Maulvis, Sainte-Segrée, Saulchoy-sous-Poix, Thieulloy-l'Abbaye, Thieulloy-la-Ville, Le Translay, Vergies, Villeroy, Villers-Campsart, Vraignes-lès-Hornoy, Woirel. |
| 22 | Roye                | 62                          | Andechy, Armancourt, Assainvillers, Ayencourt, Balâtre, Becquigny, Beuvraignes, Biarre, Bouillancourt-la-Bataille, Boussicourt, Bus-la-Mésière, Cantigny, Le Cardonnois, Carrépuis, Champien, Courtemanche, Crémery, Cressy-Omencourt, Damery, Dancourt-Popincourt, Davenescourt, L'Échelle-Saint-Aurin, Erches, Ercheu, Étalon, Ételfay, Faverolles, Fescamps, Fignières, Fonches-Fonchette, Fontaine-sous-Montdidier, Fresnoy-lès-Roye, Goyencourt, Gratibus, Grivillers, Gruny, Grivillers, Gruny, Guerbigny, Hargicourt, Hattencourt, Herly, Laboissière-en-Santerre, Laucourt, Liancourt-Fosse, Lignières, Malpart, Marché-Allouarde, Marestmontiers, Marquivillers, Mesnil-Saint-Georges, Montdidier, Piennes-Onvillers, Remaugies, Roiglise, Rollot, Roye, Rubescourt, Saint-Mard, Tilloloy, Verpillières, Villers-lès-Roye, Villers-Tournelle, Warsy. |
| 23 | Rue                 | 55                          | Ailly-le-Haut-Clocher, Argoules, Arry, Bernay-en-Ponthieu, Le Boisle, Boufflers, Brailly-Cornehotte, Brucamps, Buigny-l'Abbé, Bussus-Bussuel, Cocquerel, Coulonvillers, Cramont, Crécy-en-Ponthieu, Le Crotoy, Dominois, Dompierre-sur-Authie, Domqueur, Ergnies, Estrées-lès-Crécy, Favières, Fontaine-sur-Maye, Fort-Mahon-Plage, Froyelles, Gorenflos, Gueschart, Ligescourt, Long, Francières, Machiel, Machy, Maison-Ponthieu, Maison-Roland, Mesnil-Domqueur, Mouflers, Nampont, Mouflers, Nampont, Neuilly-le-Dien, Noyelles-en-Chaussée, Oneux, Ponches-Estruval, Pont-Remy, Quend, Regnière-Écluse, Rue, Saint-Quentin-en-Tourmont, Saint-Riquier, Vercourt, Villers-sous-Ailly, Villers-sur-Authie, Vironchaux, Vitz-sur-Authie, Vron, Yaucourt-Bussus, Yvrench, Yvrencheux. |